# Tiziano Vecellio
Tiziano Vecellio, noto semplicemente come Tiziano (Pieve di Cadore, 1488/1490 – Venezia, 27 agosto 1576), è stato un pittore italiano, cittadino della Repubblica di Venezia e importante esponente della scuola veneziana.
Artista innovatore e poliedrico, nonché maestro, unitamente a Giorgione, del tonalismo, Tiziano fu uno dei pochi pittori italiani titolari di una vera e propria azienda, accorto imprenditore della bottega oltre che della sua personale produzione, direttamente a contatto con i potenti dell'epoca, suoi maggiori committenti. Il rinnovamento della pittura di cui fu autore si basò, in alternativa al michelangiolesco «primato del disegno», sull'uso personalissimo del colore. L'accordo fra le diverse zone cromatiche (tonalità di colori caldi e freddi) e l'uso sapiente della luce conferiscono unità alle scene rappresentate. Genio e protagonista della pittura del Rinascimento nell'intero continente europeo, Tiziano apportò, nella pittura rinascimentale, una rivoluzione artistica fatta di innovazioni, che superarono gli schemi michelangioleschi della Scuola toscana. Quest'ultimi infatti primeggiarono, come già detto, nell'uso del disegno; Tiziano al contrario perfezionò la pittura tonale, dove ormai il disegno era superato, dipingendo le forme e i contorni attraverso il colore e curando i dettagli nei minimi particolari. Nella maturità seppe dare alle pennellate anche tocchi rapidi e pastosi, arrivando addirittura a stendere il colore direttamente con le dita. Si dimostrò anche il più abile ritrattista del suo tempo, capace di immortalare nei ritratti il carattere e le emozioni dei suoi soggetti.
Pittore geniale e completo, seppe cimentarsi in maniera straordinaria in tutti i campi della pittura, dai temi allegorici, a quelli profani, religiosi, mitologici e di ritrattistica. Per tutte queste innovazioni apportate, divenne il pittore rinascimentale più apprezzato e richiesto d'Europa; infatti, lavorò, oltre che per la Serenissima, per varie corti d'Italia e d'Europa e per i papi, divenendo il pittore più ricco di sempre. Per la sua rivoluzione pittorica e la sua genialità fu considerato da storici e critici d'arte uno dei migliori e completi pittori di tutti i tempi, se non il migliore, influenzando molti artisti come Diego Velázquez e gli impressionisti Claude Monet e Édouard Manet, dimostrandosi, con le sue tecniche, in anticipo di oltre 200 anni. Alla sua morte lasciò in eredità la sua arte agli artisti Tintoretto e Veronese, che continuarono la tradizione di successo internazionale della pittura veneta.
Tiziano usò la forza espressiva del colore materico e poi, entrando nella piena maturità, abbandonò la spazialità bilanciata, il carattere solare e fastoso del colore del Rinascimento, assumendo il dinamismo proprio del manierismo e giocando con libertà nelle variazioni cromatiche in cui il colore era reso "più duttile, più sensibile agli effetti della luce".

## Biografia

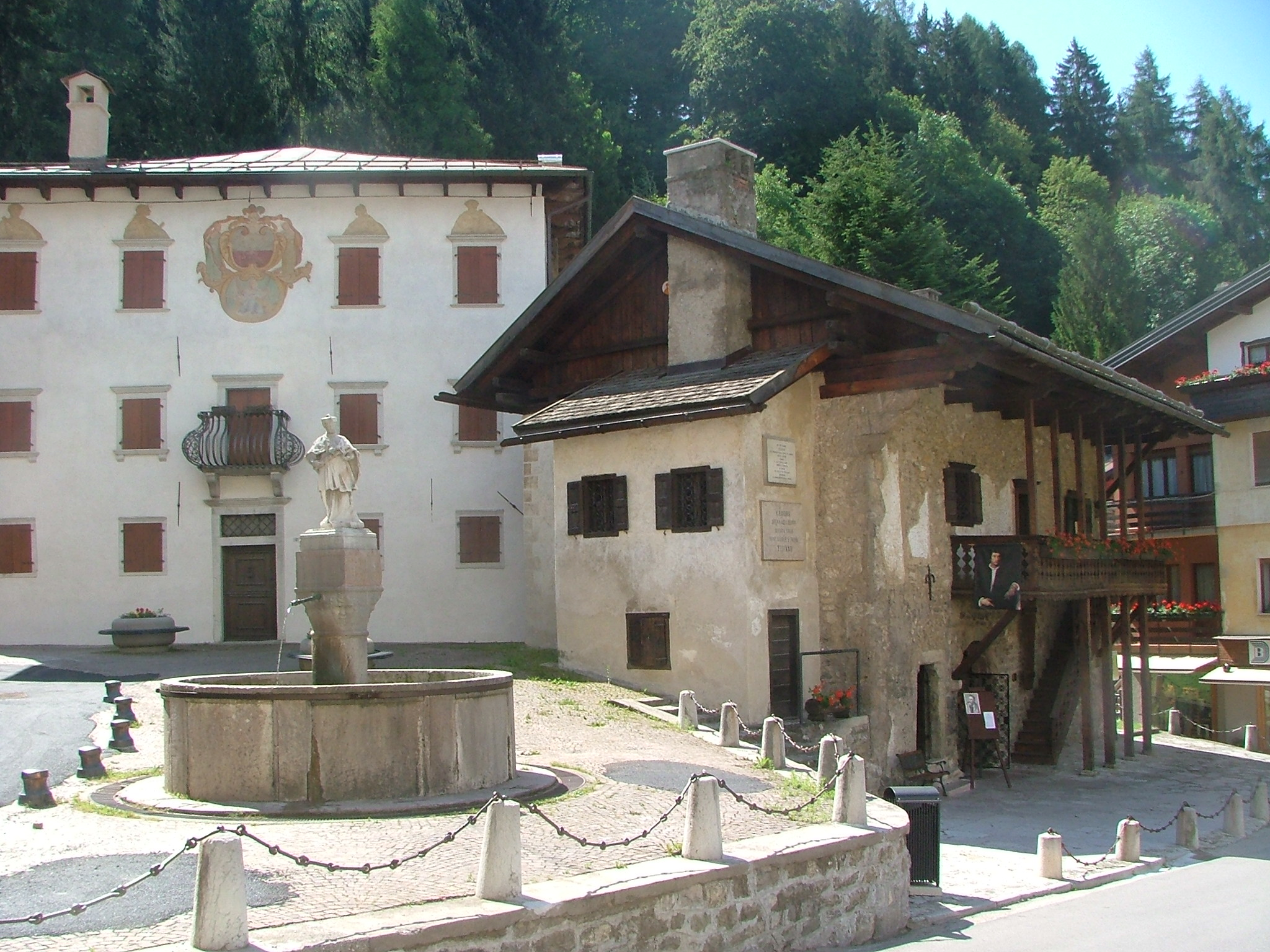
La casa natale di Tiziano a Pieve di Cadore

### Origini
Tiziano nacque a Pieve di Cadore da una giovane ragazza ampezzana, che lavorava nella cittadina al confine fra la Serenissima Repubblica di Venezia e i possedimenti imperiali a servizio del casato Vecellio, famiglia nota e agiata, dedita per generazioni al giureconsulto e all'amministrazione locale, ma anche all'arte, avendo espresso solo tra la fine del XV e la prima metà del XVII secolo nove pittori. La presenza del presunto capostipite Guecelus (o Vacelus), notaio, è attestata a Pieve già nel 1240. Tiziano era uno dei cinque figli di Gregorio (morto nel 1538), consigliere e capitano delle milizie, e Lucia. Morta la madre in giovane età, Tiziano venne riportato presso la casa paterna a Pieve di Cadore.

#### La questione della data di nascita
Nonostante la relativa ricchezza di fonti a disposizione su Tiziano, la data esatta di nascita è sconosciuta e controversa: non è una questione astratta, ma conoscere almeno l'anno di nascita significa anche, evidentemente, stabilire quando Tiziano ha potuto cominciare a dipingere e quando, verosimilmente, ha iniziato a staccarsi dallo stile dei maestri, e così via. Una ormai poco diffusa tradizione poneva la data di nascita tra il 1473 e il 1490; l'atto di morte, redatto nel 1576, registra un'età di 103 anni, e dunque l'anno di nascita sarebbe il 1473, ma la preferenza dei più si coagulava intorno al 1477: questa ipotesi era basata in particolare sulla lettera scritta da Tiziano a Filippo II il 1º agosto 1571, nella quale l'artista afferma di avere novantacinque anni. Ma oggi si è inclini a pensare che lo stesso Tiziano possa aver falsificato la propria età, poiché, reclamando un proprio credito nei confronti del re per alcuni dipinti, potrebbe essersi aumentato gli anni per impietosire l'illustre committente.
La critica moderna aveva invece assestato la data della nascita tra il 1488 e il 1490, sulla base del Dialogo della pittura di Ludovico Dolce, in cui si afferma che, all'epoca dei perduti affreschi al Fondaco dei Tedeschi, eseguiti con Giorgione nel 1508, Tiziano non arrivava a vent'anni; tale dato appare confermato, seppure contraddittoriamente, da Giorgio Vasari, il quale affermò che Tiziano era nato nel 1480 e che non aveva più di diciott'anni quando iniziò a dipingere alla maniera di Giorgione e che tuttavia ne aveva circa settantasei nel 1566, quindi slittando in avanti di dieci anni. Ovviamente, a parte le contraddizioni di Vasari, che comunque prendeva le sue informazioni dal Dolce, quest'ultimo avrebbe potuto abbassargli l'età per farlo apparire più giovane: essendogli amico e tessendone spesso l'apologia nella sua opera, voleva probabilmente farlo apparire più precoce.

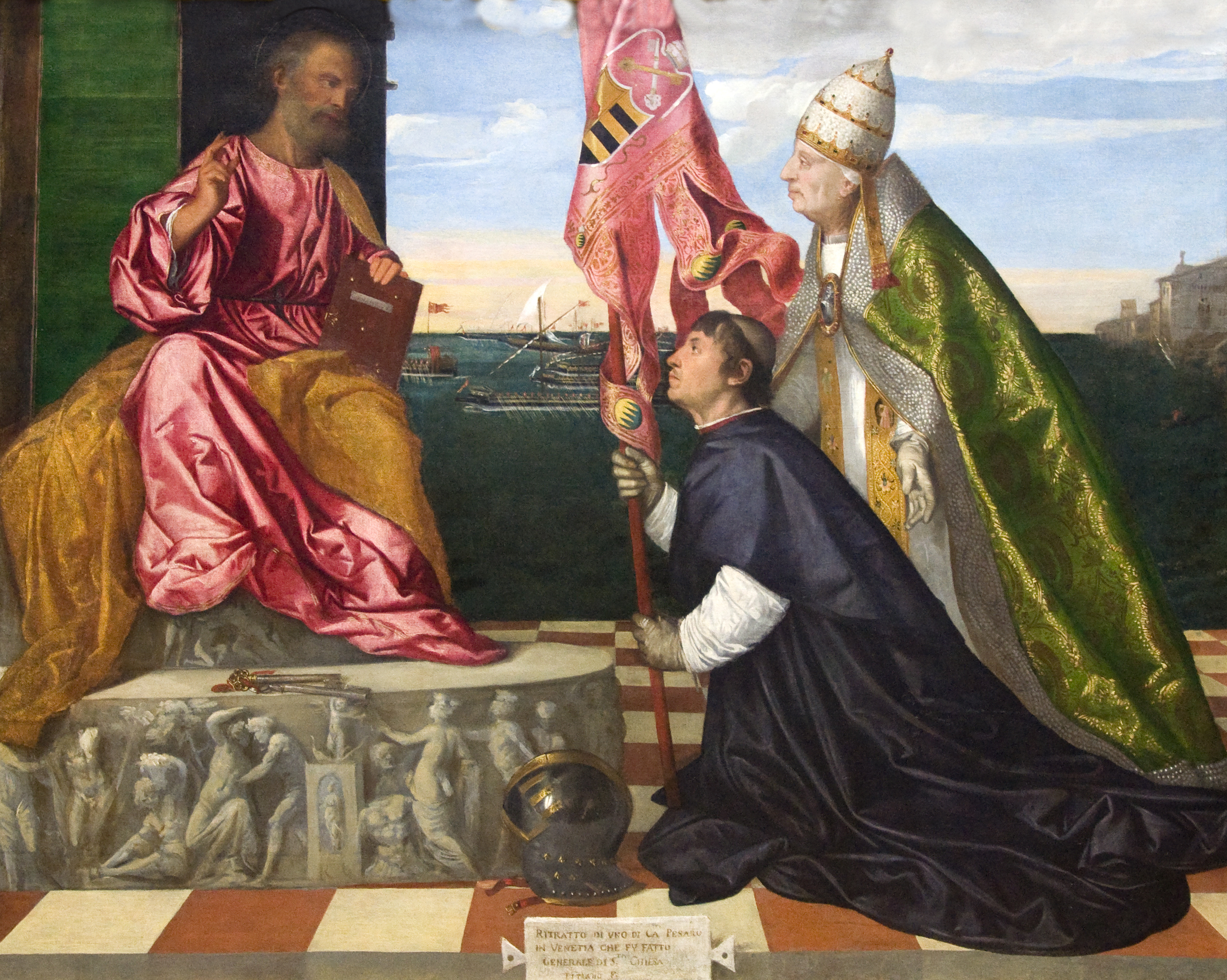
Jacopo Pesaro presentato a san Pietro da papa Alessandro VI, 1503–1506 circa, Anversa, Koninklijk Museum voor Schone Kunsten

Recentemente è stata avanzata un'ipotesi intermedia, secondo la quale la data di nascita di Tiziano sarebbe compresa tra il 1480 e il 1485. La plausibilità di questa asserzione è basata sullo studio delle prime opere di Tiziano e sul fatto che non si conoscerebbero lavori possibili di Tiziano databili prima del 1506.
Un dipinto in questo senso illuminante è Jacopo Pesaro presentato a san Pietro da papa Alessandro VI, opera votiva eseguita per celebrare la vittoria della flotta veneziana e papale di Santa Maura sui Turchi il 28 giugno 1502. Già ascritto tradizionalmente al 1508-1512, una rilettura più approfondita ne ha anticipato la datazione al 1503-1506, facendone il primo lavoro noto dell'artista. Il committente, infatti, comandante delle forze cristiane a cui il dipinto è dedicato, dovette richiedere la pala subito dopo la battaglia e comunque prima del 1503, anno della morte del pontefice promotore dell'impresa, che subì subito dopo una sorta di damnatio memoriae. Il Pesaro, comunque, non fece ritorno a Venezia prima del 1506, anno probabile della consegna.
Il dipinto stesso suggerisce stilisticamente l'attività di un artista giovane, ancora in bilico tra più maestri: la figura del papa Alessandro VI ha i modi un po' antiquati della pittura di Gentile Bellini, prima figura di riferimento di Tiziano; san Pietro ha invece le caratteristiche di approfondimento psicologico proprie del secondo maestro di Tiziano, Giovanni Bellini, all'epoca nume tutelare della pittura veneta, e quindi probabilmente la sua fattura è posteriore di alcuni mesi. Tuttavia è il terzo ritratto, quello del Pesaro, a colpire maggiormente, perché è inconfutabilmente Tiziano, fin d'ora del tutto consapevole del suo stile, dando un primo assaggio della pienezza della sua arte. A poco meno di vent'anni quindi, Tiziano doveva essere in grado di accaparrarsi a Venezia una commissione prestigiosa.

### Formazione (1490-1510)
Secondo la tradizione, a dieci anni Tiziano iniziò a manifestare il proprio talento:
(Francesco Beltrame, Cenni illustrativi sul monumento a Tiziano Vecellio, aggiuntevi la vita dello stesso)
Ancora bambino, quindi, lasciò il Cadore con il fratello maggiore Francesco e si stabilì a Venezia, dove lo zio Antonio ricopriva una carica pubblica. Il mosaicista Sebastiano Zuccato insegnò ai ragazzi i primi rudimenti tecnici; mentre Francesco, però, orientò i suoi interessi verso l'imprenditoria e la vita militare, Tiziano venne messo a bottega da Gentile Bellini, pittore ufficiale della Serenissima. Probabilmente alla morte del maestro, avvenuta nel 1507, il giovanotto passò a collaborare con Giovanni Bellini, subentrato al fratello anche nel ruolo di pittore ufficiale.

#### Venezia al tempo di Tiziano

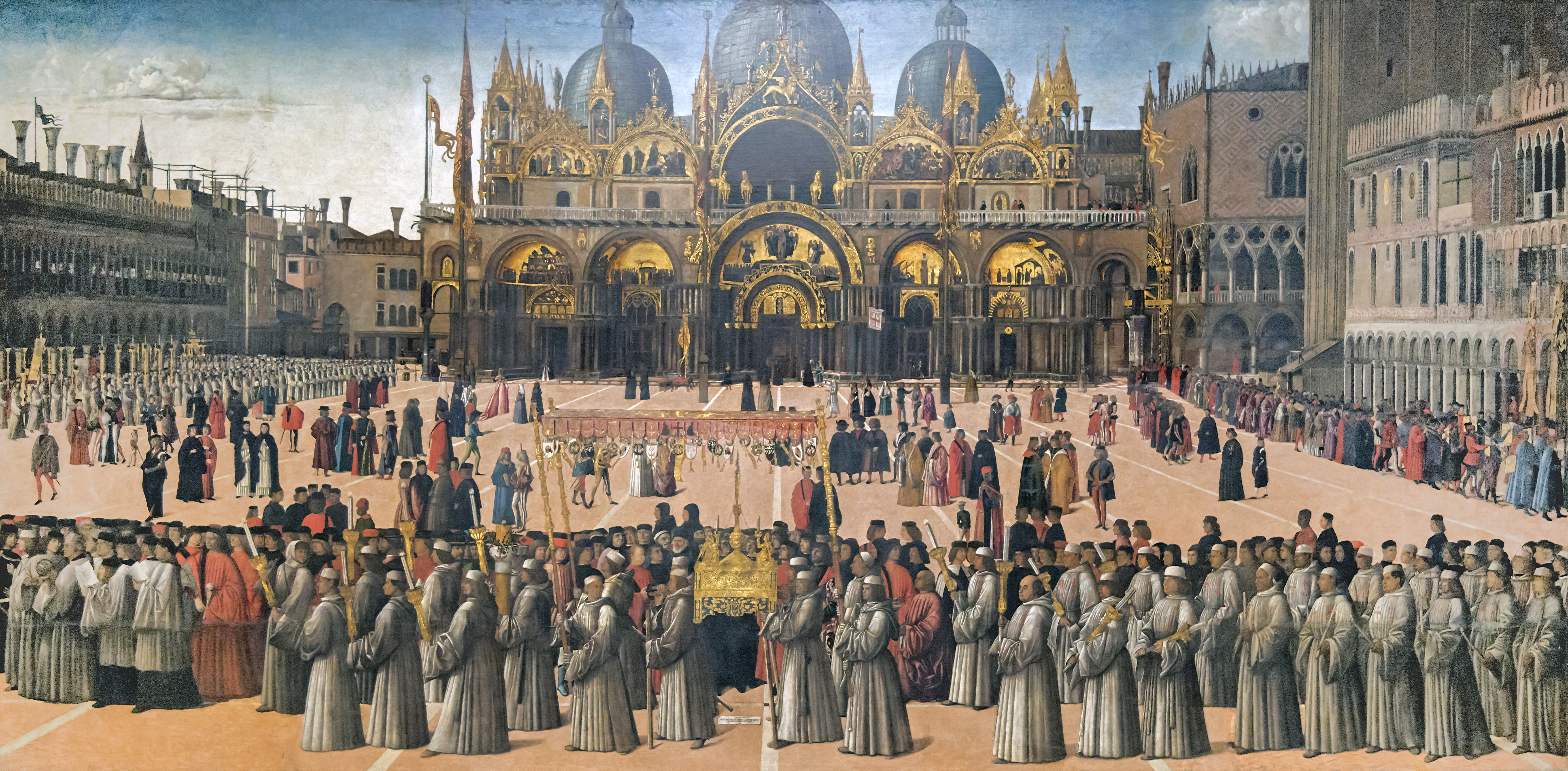
Gentile Bellini, Processione in piazza San Marco, 1496, Venezia, Gallerie dell'Accademia

Quando, sul finire del Quattrocento, il giovane Vecellio arrivò nella città lagunare, questa viveva uno dei suoi periodi più prosperi. Città tra le più popolose d'Europa, dominava i commerci del Mediterraneo, avendo annesso nel 1489, dopo la vicenda che coinvolse Caterina Cornaro, anche Cipro. La via delle Indie era però ormai aperta e quindi progressivamente il Mediterraneo andava perdendo d'importanza; inoltre i Turchi incalzavano sempre più minacciosi, conquistando Negroponte nel 1470 e Scutari nel 1479.
Ma proprio le prime avvisaglie di tali minacce mostrarono la saldezza dell'impero. Il ricco patriziato veneziano era sempre meno legato al mare e sempre di più alla terraferma, grazie alle campagne militari in Italia. I rischi crescenti dei traffici marini, infatti, spingevano molti a investire nell'acquisto di terre e nella costruzione di palazzi, piuttosto che nell'armo delle navi. La vita diventava più comoda e sicura, probabilmente più raffinata. I domini di terraferma, fino a Brescia e Bergamo, furono sviluppati e rafforzati, non senza polemiche interne, incrementando le attività agricole. Venezia fu descritta dai contemporanei come il regno dell'opulenza: «di tutto – e sia qual si voglia – se ne trova abbondantemente».
Anche la vita culturale si rinnovava. Aldo Manuzio ne fece la capitale dell'editoria italiana e dell'umanesimo più raffinato, mentre le antichità classiche erano ricercate, studiate, mostrate nei nobili palazzi della laguna. La tradizionale indipendenza dalla Santa Sede attirava intellettuali, artisti e vari perseguitati, desiderosi di poter esprimere liberamente le proprie idee. Vi giunsero così, tra i molti, anche Leonardo da Vinci nel 1500, Albrecht Dürer nel 1494-1495 e poi nel 1505-1506, e Michelangelo Buonarroti una prima volta nel 1494.
Tiziano s'imbevette di questa cultura, oltre che del neoplatonismo. Artisticamente i suoi «maestri», oltre ai citati Gentile e Giovanni Bellini, coi quali lavorò a bottega, furono gli artisti attivi in quel momento a Venezia: Vittore Carpaccio, Cima da Conegliano, i giovani Lorenzo Lotto e Sebastiano del Piombo, che sarà poi detto «del Piombo», e poi, naturalmente, Giorgione.

#### L'incontro con Giorgione

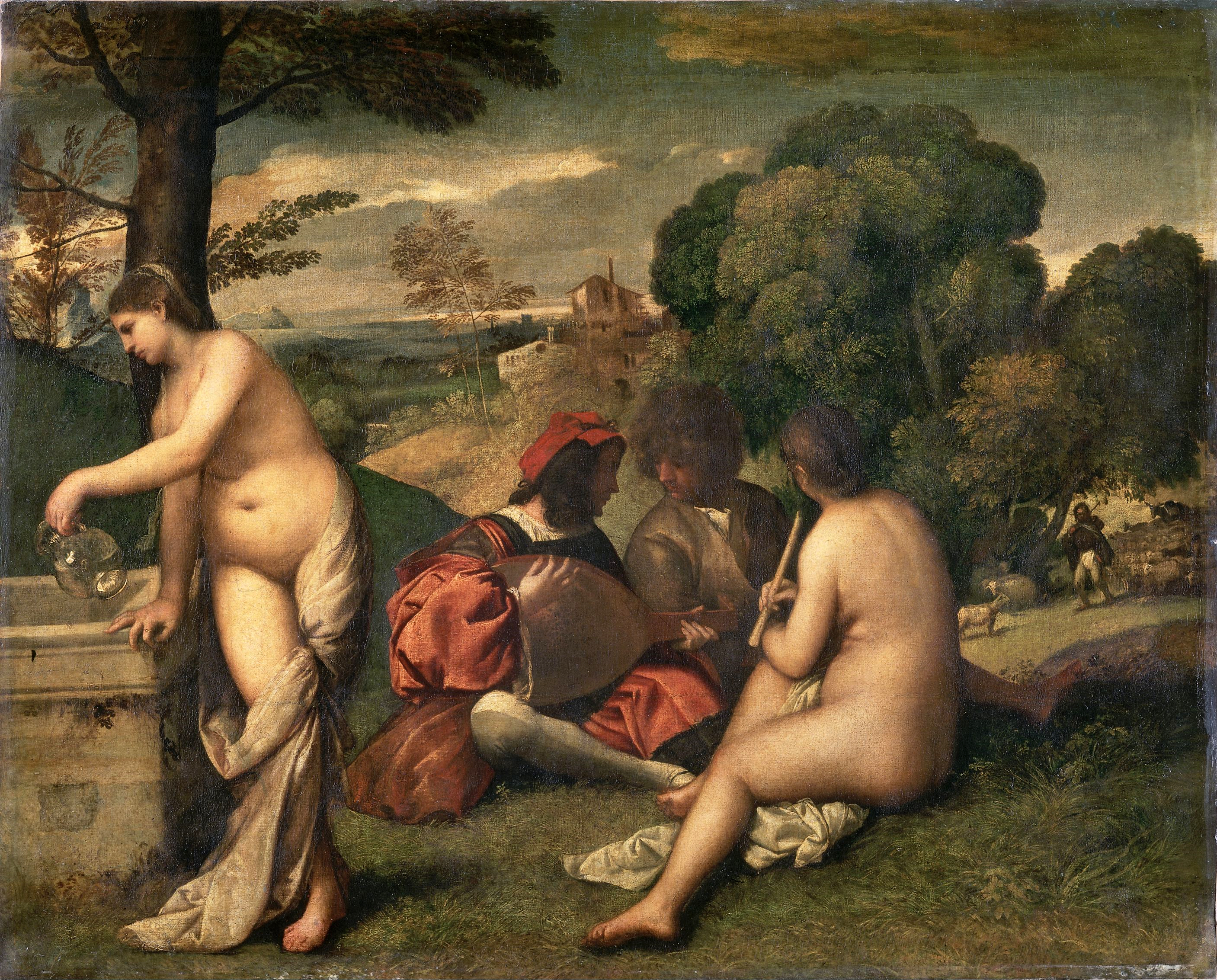
Concerto campestre, 1509, Parigi, Museo del Louvre

I debiti del giovane Tiziano sono stati in gran parte ridimensionati dalla critica recente, riconoscendo piuttosto una pluralità di influenze importanti nella formazione del suo stile, come evidente nella predetta pala per Jacopo Pesaro del 1503. L'incontro con Giorgione dovette risalire a non molto prima del 1508, quando i due collaborarono alla decorazione esterna del nuovo Fondaco dei Tedeschi, ricostruito dopo l'incendio del 1505.
Di solito viene ricordata, a questo proposito, la versione di Ludovico Dolce: il contratto prevedeva che venissero affrescate due facciate. Giorgione riservò per sé la principale, sul Canal Grande, mentre quella verso le Mercerie, su uno stretto vicolo, venne assegnata al giovane pittore. Giorgio Vasari invece afferma che Tiziano si mise all'opera dopo che Giorgione aveva già completato il suo lavoro.

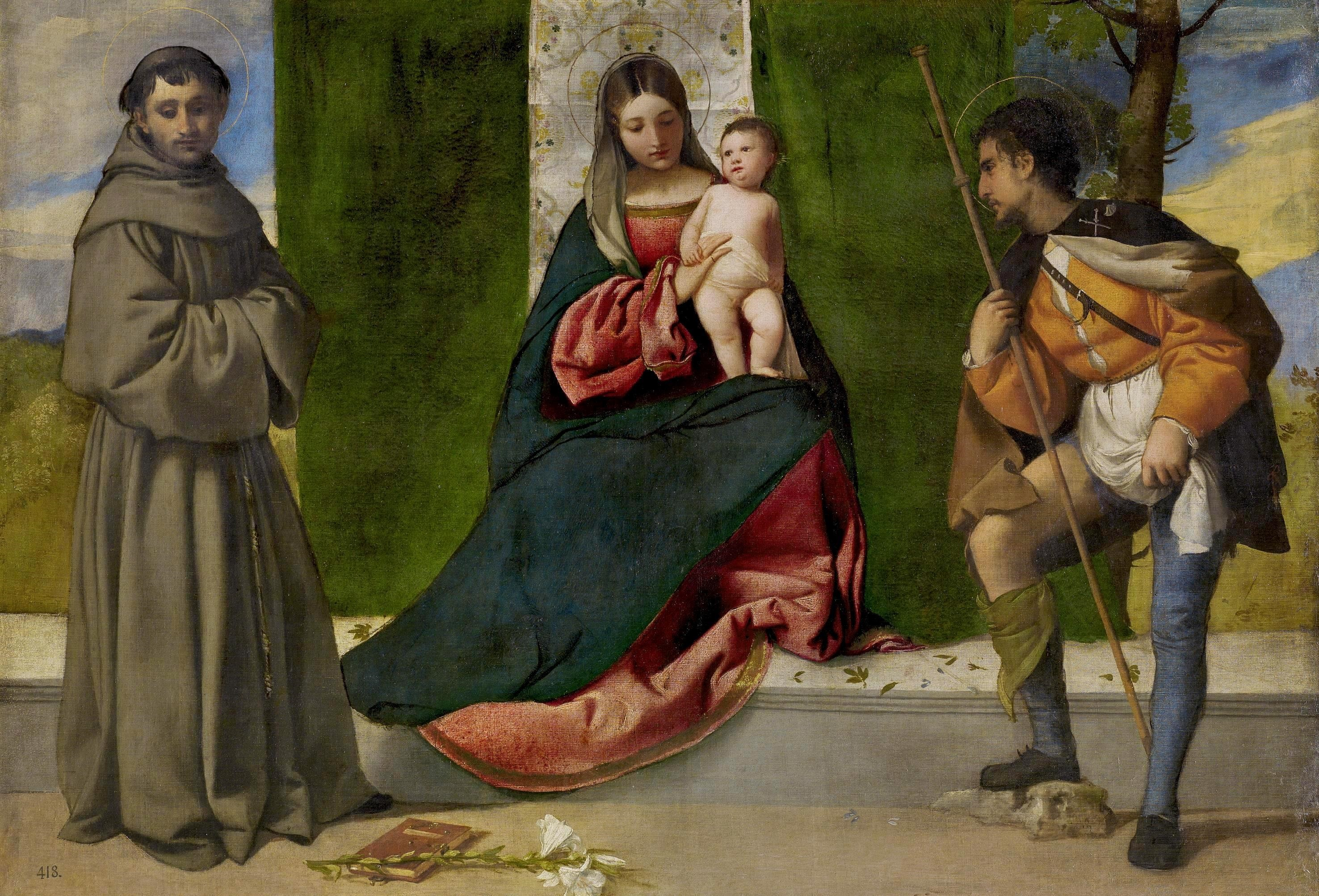
Madonna tra Sant’Antonio di Padova e San Rocco, 1510, Madrid, Museo del Prado

In ogni caso, nulla rimane di queste opere se non pochi frammenti alla Galleria Franchetti alla Ca' d'Oro e una serie di incisioni di Anton Maria Zanetti che li ha raffigurati due secoli dopo.
L'ipotesi di un vero e proprio alunnato di Tiziano, e con lui di Sebastiano del Piombo, presso Giorgione deriva dalle notizie di Vasari, che però più di una volta, per esigenze di continuità letteraria nella sua opera, ha troppo enfatizzato (se non inventato di sana pianta) tali rapporti tra artisti. In realtà nessuna delle fonti contemporanee veneziane parla di una bottega, di una scuola o di allievi di Giorgione. Una deduzione comune, legata anche a considerazioni stilistiche e iconologiche, lega il nome del giovane Tiziano a opere di gusto giorgionesco possibilmente lasciate incomplete alla morte del pittore, quali il Concerto campestre, il Cristo portacroce di San Rocco, il Concerto di Palazzo Pitti, anche se non mancano tuttavia autorevoli opinioni contrarie.
Oggi si tende a considerare il rapporto tra i due pittori come un confronto alla pari di idee creative, piuttosto che un tradizionale scambio maestro-discepolo. Agli accordi tonali che compongono l'olimpica serenità contemplativa, a volte enigmatica, di Giorgione, si contrappone la vivacità coloristica che anima il gesto drammatico del giovane Tiziano. Per Giorgione, infatti, l'arte non narra azioni, non imita il reale: essa sviluppa il rapporto con la natura e con le altre arti, come la musica. Pure il giovane Tiziano è convertito a questa forma teologico-filosofica, anche se i risultati furono alla fine molto diversi, perché evidentemente diverse erano le personalità.

#### Le attribuzioni contese

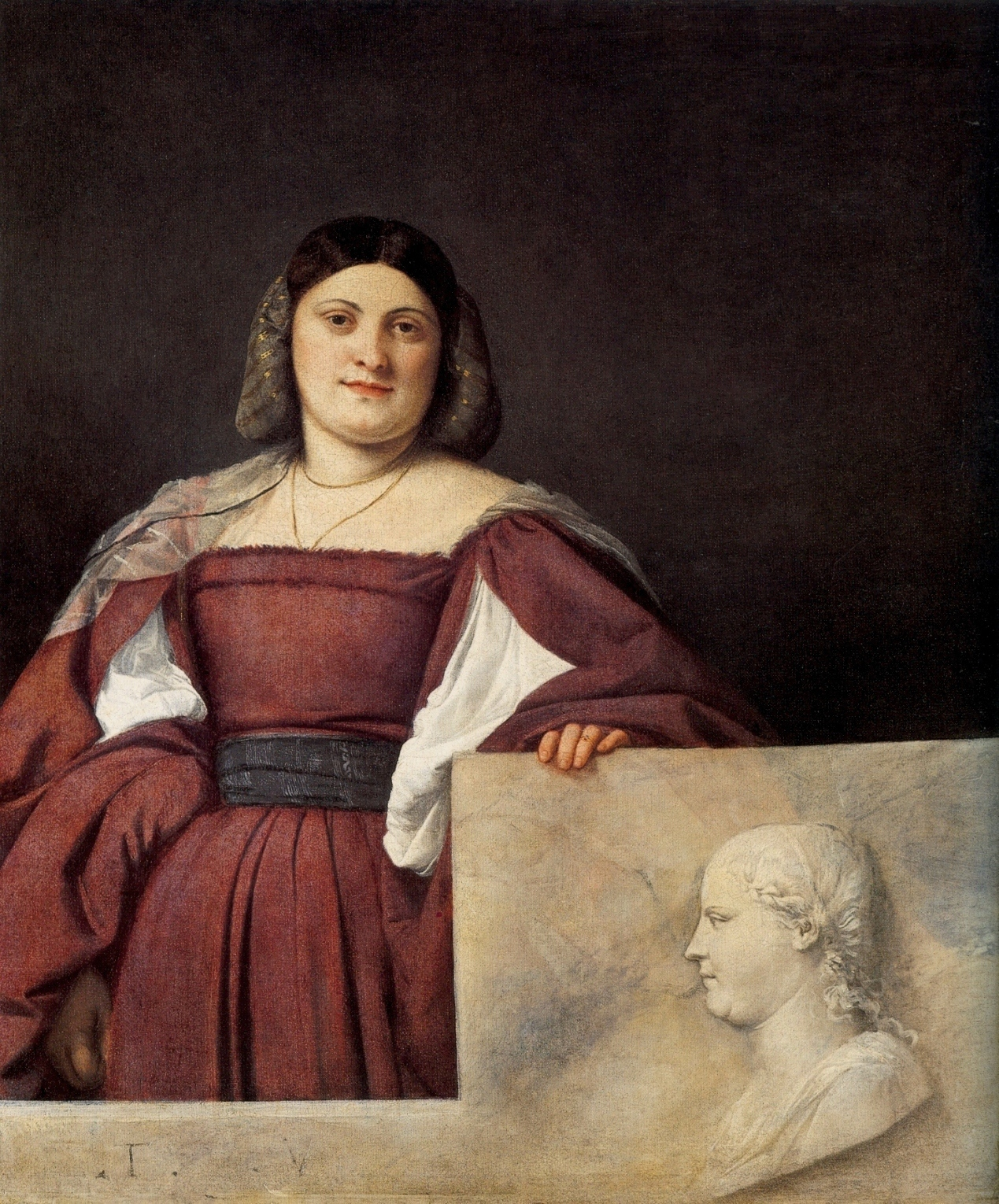
La Schiavona, 1510, Londra, National Gallery

I ritratti di Tiziano in questo periodo (il cosiddetto Ariosto, la Schiavona, il Gentiluomo con un libro) furono eseguiti con uno stile talmente vicino a quello di Giorgione che lo stesso Vasari ammise di essere stato tratto in inganno, rafforzando l'ipotesi di un «alunnato» del cadorino presso Giorgione. In queste opere si vede come gradualmente Tiziano cercò di superare il diaframma tra effigiato e spettatore (spesso costituito da un parapetto), all'insegna di un contatto più diretto e di una visione più reale, in cui i protagonisti sono animati da sentimenti tratteggiati con acutezza e vigore.
È certo che Tiziano portò a termine la Venere di Dresda, realizzata da Giorgione per le nozze di Gerolamo Marcello con Morosina Pisani; probabilmente, però, Tiziano fu chiamato a modificare il dipinto perché ritenuto troppo idealizzato, non adatto all'occasione matrimoniale: allora Tiziano inserì particolari che – come il morbido panneggio su cui posa il corpo nudo di Venere – accentuano l'erotismo della rappresentazione.
Il Ritratto d'uomo, conservato al Museo civico Amedeo Lia di La Spezia e collocabile intorno al 1510, palesa forti influssi giorgioneschi.
Ben presto comunque l'artista trovò una sua autonoma strada, evitando i simboli e le allusioni del collega e rappresentando la bellezza come pienezza della forma (al pari di Giorgione), ma anche, drammaticamente, come azione.

### Primi lavori autonomi (1511-1516)
Gli scarsi resti degli affreschi del Fondaco dei Tedeschi, prima commissione pubblica affidata a Tiziano, non ci permettono di giudicare appieno il valore artistico delle opere, anche se dalle testimonianze giunte fino a noi è possibile comprenderne il significato storico e politico. Mentre la parte di Giorgione svolgeva un tema astrologico, in quella di Tiziano è facile cogliere un contenuto di grande attualità per l'epoca: la grande figura femminile (la Giustizia o la Giuditta) che sguaina la spada di fronte a un soldato imperiale è una palese allegoria di Venezia minacciata dallo straniero. Nel 1508 anche l'imperatore Massimiliano aveva aderito alla Lega di Cambrai, che riuniva lo Stato Pontificio, la Spagna, la Francia e alcuni Stati italiani contro la Repubblica e non era quindi un caso che tale guerresco affresco si trovasse sulla facciata della residenza dei tedeschi, ovvero della medesima nazionalità di colui che minacciava l'esistenza stessa della Serenissima. Illuminante è anche il confronto artistico tra i frammenti superstiti degli affreschi dei due pittori: se la Nuda di Giorgione è aulicamente posta in una nicchia, la Giustizia di Tiziano si muove dinamica nello spazio, con ampie pose e scorci arditi.

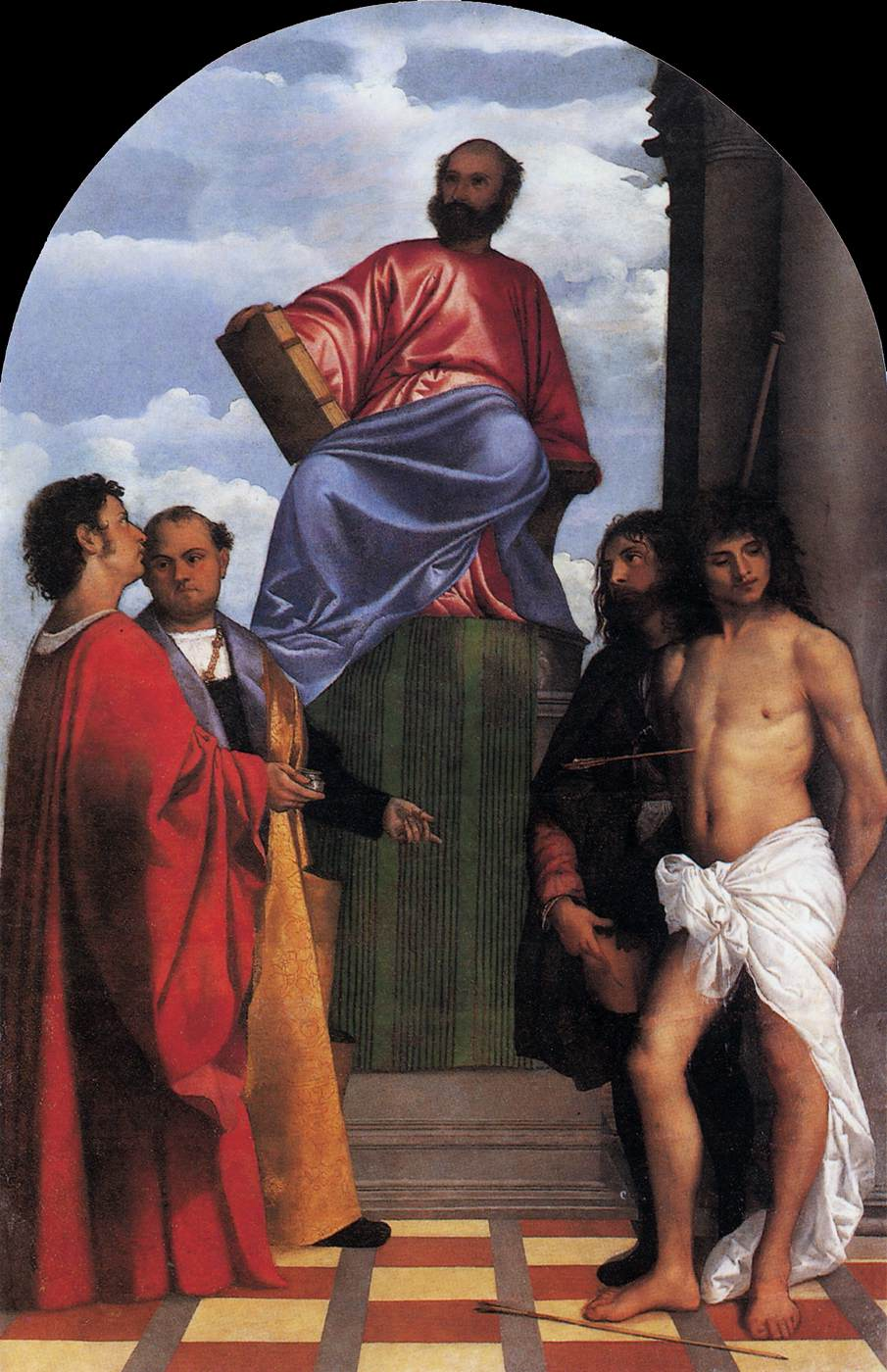
San Marco in trono, 1510, Venezia, Basilica di Santa Maria della Salute

#### San Marco in trono
Una delle prime pale d'altare affidate a Vecellio è il San Marco in trono per la chiesa di Santo Spirito in Isola, ora nella basilica di Santa Maria della Salute, databile al 1510. Commissionata come ex voto durante una violenta epidemia di peste (quella in cui morì anche Giorgione), mostra già una raggiunta maturità coloristica e una piena comprensione della «maniera moderna», con il volto del protagonista, san Marco in trono, posto in ombra.
La tavola contiene anche un messaggio politico e ideologico, riguardo alle virtù civiche veneziane. Da una parte i santi Rocco e Sebastiano contro il morbo, dall'altra Cosma e Damiano, che furono medici, rinforzano la protezione. Al centro, sul piedistallo che ricorda la posizione delle Madonne col Bambino in trono, si vede san Marco, protettore e simbolo di Venezia stessa. Dunque il messaggio è piuttosto chiaro: la salvezza, per Venezia, non arriverà dall'alto dei cieli, ma dalle sue insite virtù civili.

#### Il ciclo di Padova

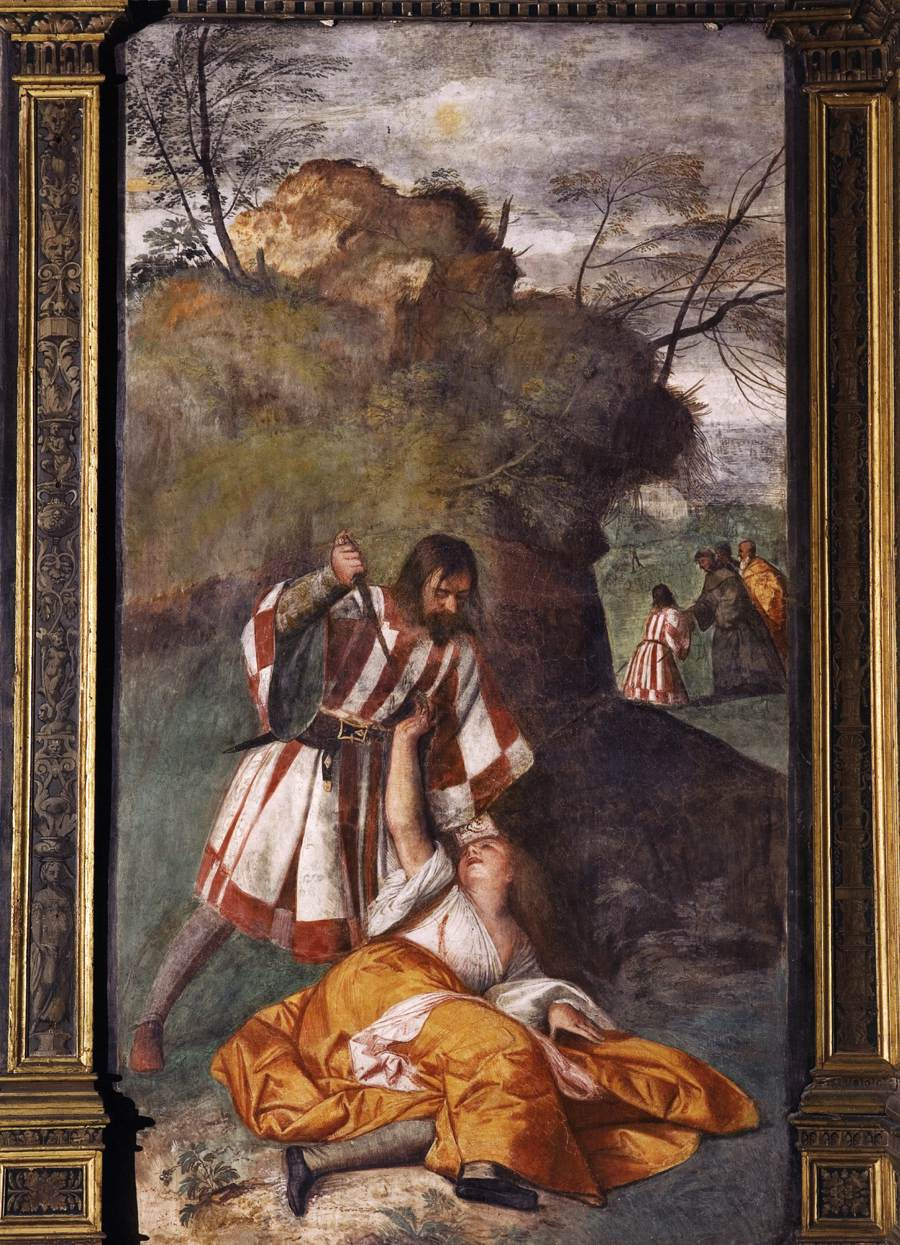
Miracolo del marito geloso, 1511, Padova, Scuola del Santo

In fuga dalla peste che imperversava a Venezia, quella in cui morì anche Giorgione, Tiziano si rifugiò a Padova nel 1511, dove ricevette l'incarico di compiere tre grandi affreschi nella sala principale della Scuola del Santo, un luogo di riunione nelle immediate vicinanze della basilica di Sant'Antonio da Padova. Si tratta della prima commissione documentata dell'artista. Egli, poco più che ventenne, era uno dei primi a lavorare al ciclo che vide l'impegno di numerosi artisti veneti. Il lavoro è dettagliatamente documentato, primo nella carriera del Tiziano, e se ne conoscono i tempi e i compensi dell'esecuzione. Il contratto, per tre affreschi, risale al dicembre 1510 e l'esecuzione fu avviata nell'aprile successivo, mentre il saldo finale, a opera compiuta, risale al 2 dicembre 1511.
A Tiziano furono affidati tre episodi dei Miracoli di sant'Antonio da Padova, il Miracolo del neonato, il Miracolo del piede risanato e il Miracolo del marito geloso, che costituiscono il primo vero grande lavoro autonomo di Tiziano, con molteplici rimandi colti, alla statuaria antica, ai maestri veneti, a Albrecht Dürer, ad Andrea Mantegna, fino alle ultime conquiste fiorentine di Michelangelo Buonarroti e Raffaello Sanzio. Non si può infine dimenticare la vicinanza di Morto da Feltre, secondo Giorgio Vasari capace di rifare lo stile compendiario degli affreschi della Domus Aurea, sulle impalcature del Fondaco dei Tedeschi. Morto era reduce da un prolungato soggiorno fiorentino, scrive sempre Vasari, dove si era recato per conoscere Leonardo e Michelangelo che qui lavoravano. Anche qui elementi politici si mescolano alla rappresentazione sacra, come il tema della riappacificazione, che rimandava a quella sorta di pax veneta stretta tra Venezia e Padova dopo che quest'ultima era stata conquistata dalla Lega di Cambrai nel 1509, rientrando nell'orbita del suo nume tutelare.
L'artista si cimentò in composizioni di grande respiro, con gruppi di figure immerse nel paesaggio, che dominano lo spazio grazie all'uso di masse di colore trattate in modo tanto personale come in Veneto fino ad allora non s'era mai visto. La sua spiccata personalità, evidente soprattutto nel concitato episodio del Miracolo del marito geloso, lo impose all'attenzione dell'intera regione come il più vero erede dell'ormai ottuagenario Giovanni Bellini e fece presto il vuoto attorno a sé, acquistando preminenza a scapito di altri artisti: Sebastiano del Piombo e Lorenzo Lotto partirono infatti per Roma, mentre la tradizione locale, che vedeva in Vittore Carpaccio il suo punto di riferimento, sembrò improvvisamente vecchia di secoli.

#### Primi successi

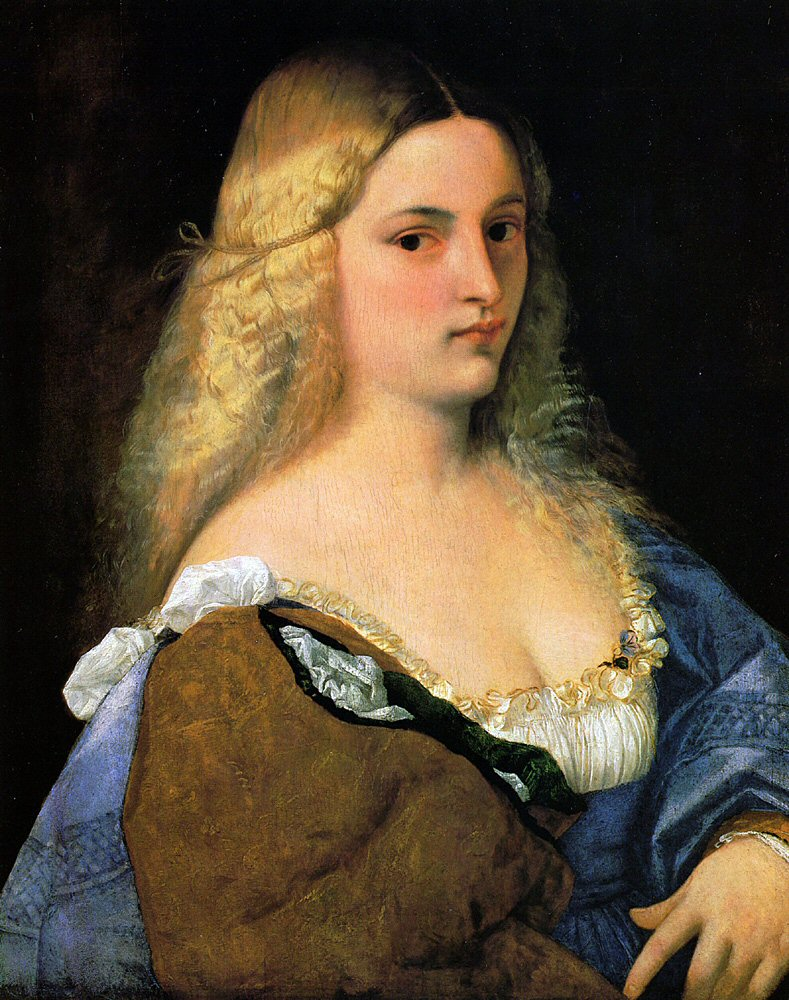
Violante, 1515 circa, Vienna, Kunsthistorisches Museum

Ormai l'artista era lanciato: la sua energia drammatica e l'uso teatrale del colore, sconosciuti fino ad allora nella pittura veneziana, gli garantirono la supremazia tra gli artisti della nuova generazione, suggellata dalla partenza di Sebastiano del Piombo per Roma, proprio per sfuggire alla concorrenza diretta di Tiziano.
Per la sua bottega iniziarono anni di attività intensa, ricevendo le commissioni più disparate, soprattutto, inizialmente, di carattere privato: dai ritratti (Violante) ai soggetti mitologici (Nascita di Adone, Selva di Polidoro, Orfeo ed Euridice), dai dipinti religiosi (Noli me tangere) alle composizioni allegoriche (Tre età dell'uomo). La sua abilità nel dipingere i paesaggi lo fece apparire come il vero erede di Giorgione e gli procurò numerose commissioni da parte dei mercanti fiamminghi e tedeschi presenti in città.
Negli stessi mesi degli affreschi padovani, preparò i disegni per una perduta xilografia monumentale, il Trionfo di Cristo, opera densa di significati politici, ammirata da Giorgio Vasari. Lo stesso Vasari annotò che Tiziano «mostrò fierezza, bella maniera e sapere tirare via di pratica» nella rappresentazione di una processione celebrativa della vittoria della fede cristiana e dell'avvenuta e rinnovata pace tra Venezia e Roma. Ancora, come si vede, un tema civico e politico per un'opera che si richiama esplicitamente allo stile romano di Michelangelo e Raffaello filtrato attraverso Fra Bartolomeo (a Venezia nel 1508) e le incisioni.
Negli anni immediatamente successivi il pittore e la sua bottega produssero una serie di mezze figure femminili, molto vicine al piano dell'immagine (Salomè con la testa del Battista, Donna allo specchio, Flora e altre), prorompenti effigi di una bellezza sicura e serena, a contatto quasi diretto con lo spettatore; questo stesso stile trovò applicazione nei soggetti religiosi (Sacra conversazione Balbi, Madonna delle Ciliegie, Madonna tra i santi Giorgio e Dorotea, con un autoritratto giovanile).

Trionfi di Cristo (ca. 1511)

#### Pittore ufficiale della Serenissima
L'identità veneziana di Tiziano si riaffermò nel 1513, quando l'artista rifiutò l'invito di papa Leone X, rivoltogli per il tramite di Pietro Bembo, di trasferirsi a Roma.
In quello stesso anno indirizzò al Consiglio dei Dieci una petizione per ottenere l'incarico di pittore ufficiale della Serenissima sostituendo il vecchio Giovanni Bellini, richiesta che fu accordata solo dopo la morte dell'ottuagenario maestro, nel novembre del 1516. Tiziano, sempre nella stessa lettera del 1513, avanzò inoltre la proposta di ridipingere l'affresco della Battaglia di Cadore nella sala del Maggior Consiglio di Palazzo Ducale, al posto degli affreschi trecenteschi di Guariento di Arpo ormai deteriorati.
Sottolineando le difficoltà tecniche (l'opera era in controluce) e il fatto che nessun artista attivo al Palazzo fosse in grado di superarle, ottenne la commissione, ma il risultato non è più apprezzabile poiché andato distrutto nell'incendio del palazzo nel 1577. Spicca soprattutto la raggiunta consapevolezza dell'artista del proprio valore e del ruolo che gli si andava prospettando di caposcuola nell'arte in Laguna.

#### Amor sacro e Amor profano

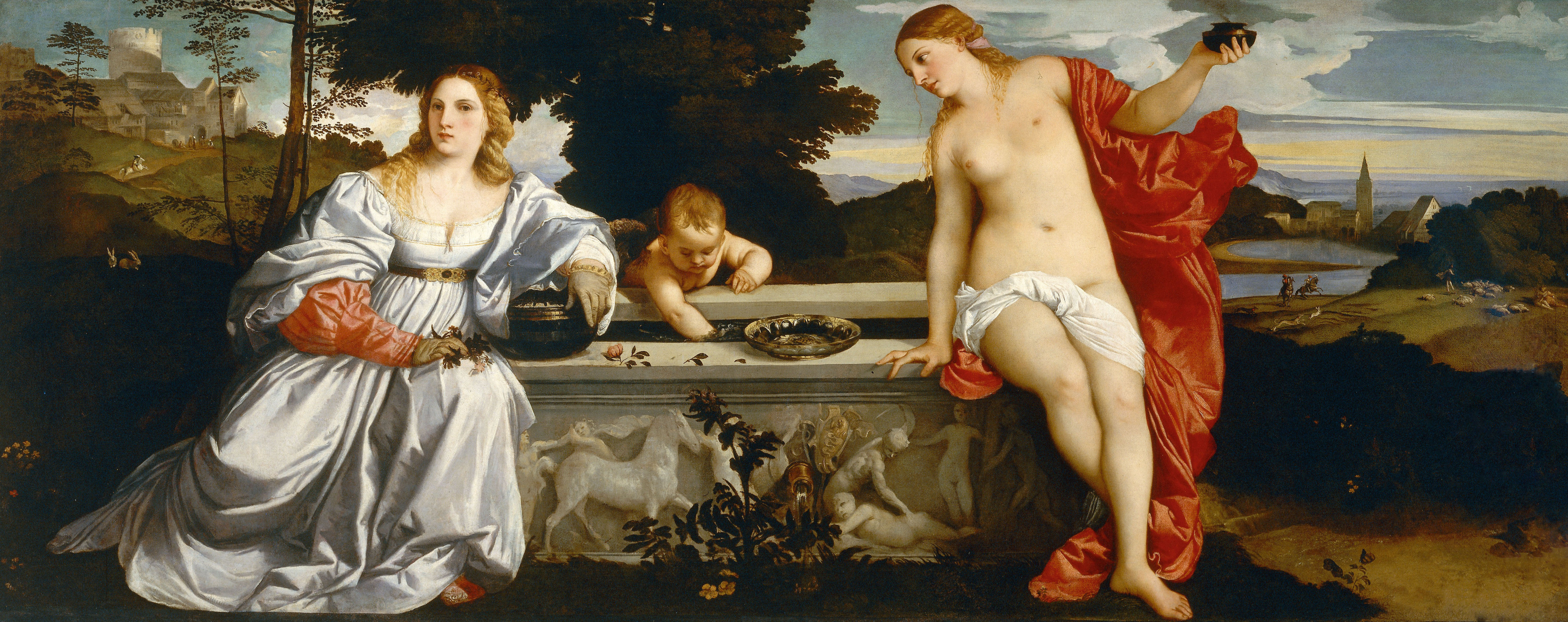
Amor sacro e Amor profano, 1514, Roma, Galleria Borghese

Negli stessi anni avvenne l'avvicinamento di Tiziano ai circoli umanistici della città, sostenuti dal patriziato e dai ricchi mercanti, con la partecipazione di intellettuali quali Pietro Bembo, Mario Equicola e Leone Ebreo. I temi filosofici, letterari, mitologici e musicali circolanti in questi ambienti furono da lui tradotti in una serie di dipinti dal carattere squisitamente elitario. Aristotelismo, pitagorismo e neoplatonismo ficiniano influenzarono lavori come il Concerto campestre e le Tre età dell'uomo.
Celeberrima l'allegoria dell'Amor sacro e Amor profano, in cui più livelli di lettura celebrano l'amore e fanno da esempio alla giovane sposa di Niccolò Aurelio, gran cancelliere di Venezia. Lasciate ormai il mondo e le atmosfere di Giorgione, Tiziano affermò sempre più un modello monumentale e ispirato a forme classiche e serene. Il successo di questa nuova concezione fu tale da dare avvio a una nuova fase, caratterizzata dal «classicismo cromatico», in cui i personaggi, animati da un «gioiosa sensazione di vita», sono inseriti in un'atmosfera dominata da risalti e penombre sapientemente dosati, con una tavolozza brillante e corposa, carica di forza espressiva, che si allontana sempre più dai toni pulviscolari del tonalismo.

### Maturità (1517-1530)
Con la nomina a pittore ufficiale della Serenissima, la carriera di Tiziano era ormai assicurata: il ruolo godeva di cento ducati annui che derivavano dalle rendite delle imposte sul sale (la cosiddetta sansaria del Fondaco dei Tedeschi) e dava diritto anche all'esenzione delle tasse annuali. Tiziano, che ricoprì tale carica per ben un sessantennio, investì questi proventi nel commercio del legname del natìo Cadore, necessario all'industria navale della Repubblica; gli spostamenti sull'asse Cadore-Venezia portano anche ai primi importanti contatti con l'area di Serravalle, che negli anni quaranta e cinquanta fu luogo della commissione di due grandi pale d'altare, nonché di fondamentali vicende economiche e famigliari.
Gli accorti investimenti di Tiziano fecero poi sì, insieme con il crescente successo della sua produzione artistica, validamente suffragata dalla bottega, che egli diventasse forse il più ricco artista della storia. I signori delle corti italiane ed europee si contendevano ormai le sue opere, naturalmente a suon di denari.

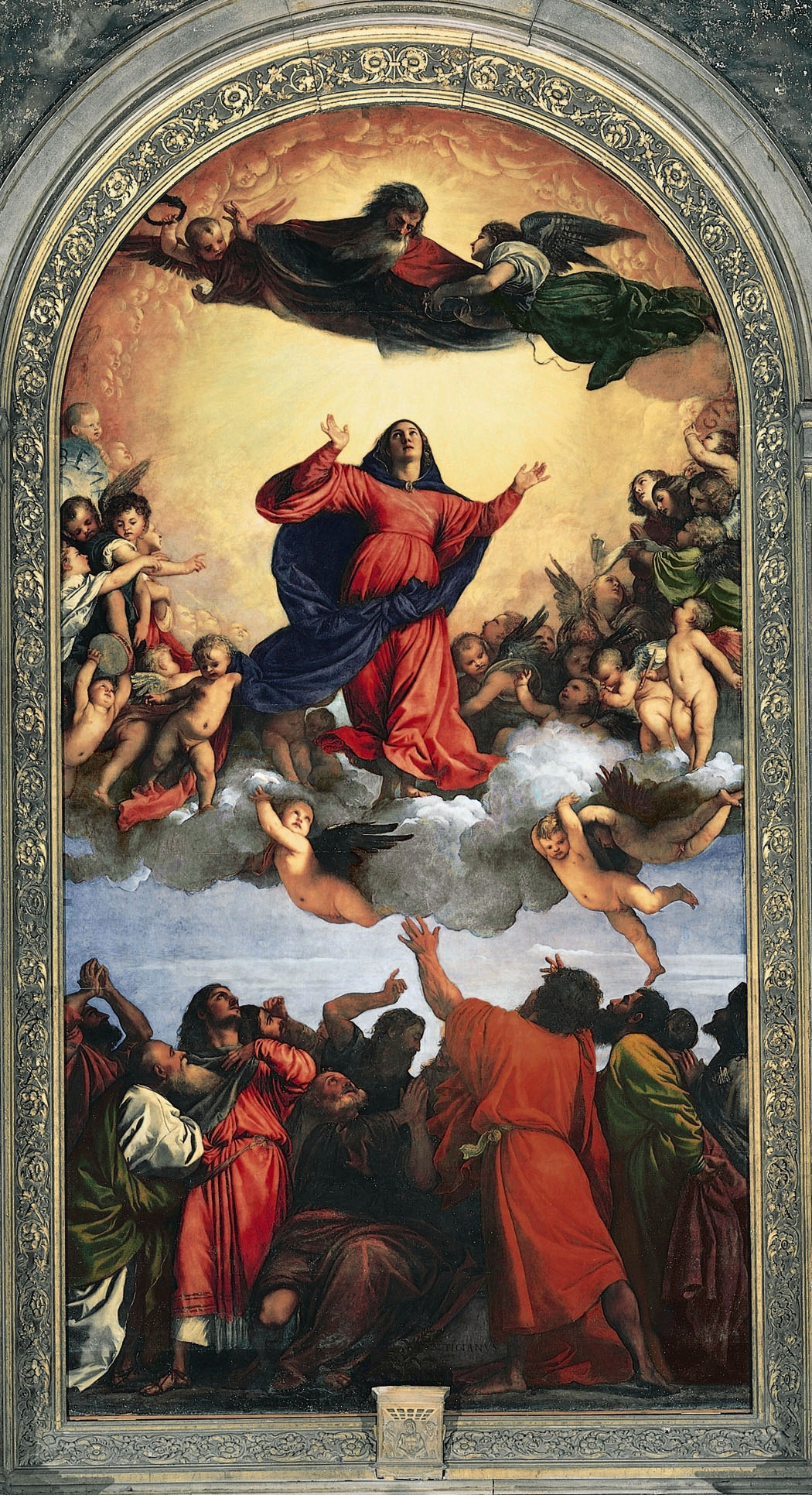
Assunta, 1518, Venezia, basilica di Santa Maria Gloriosa dei Frari

#### Grandi pale d'altare
Nel 1516 Venezia usciva trionfante dalla situazione politica internazionale con il trattato di Noyon, che le riassegnava tutti i territori in terraferma perduti nel 1509. In tale contesto l'artista ricevette la commissione per una grandiosa pala destinata all'altare maggiore della basilica di Santa Maria Gloriosa dei Frari. Si tratta della celeberrima Assunta, consegnata il 18 maggio 1518.
La tumultuosa scena mostra Maria che assurge in cielo, con le mani levate in alto e il volto in estasi, tra i concitati gesti degli apostoli stupiti e nel bel mezzo di una corona di luce abbagliante, emanazione dell'Eterno che l'attende nei cieli. L'occasione rappresentò un vero e proprio confronto a distanza con i più avanzati traguardi del Rinascimento romano di Michelangelo Buonarroti e Raffaello Sanzio, che in un primo momento lasciò scioccati i veneziani, incapaci di assimilare subito il brusco passo in avanti fatto rispetto alla tradizione veneta. Scrisse Ludovico Dolce: «i pittori goffi e lo sciocco volgo, che insino allora non avevano veduto altro che le cose morte e fredde di Giovanni Bellini, di Gentile Bellini e del Vivarino, ec., le quali erano senza movimento e senza rilievo, dicevano della detta tavola un gran male». Raffreddatasi poi l'invidia, si iniziò a riconoscere il capolavoro per il suo valore, in cui confluivano «la grandezza e terribilità di Michelangelo, la piacevolezza e venustà di Raffaello e il colorito proprio della natura». Nel dipinto si fondevano diversi strati di lettura: teologico, artistico, di celebrazione della committenza, ma anche politico. La Vergine era ormai da tempo, infatti, usata come simbolo di Venezia stessa e il suo trionfo sulla tavola era un'evidente celebrazione dei recenti successi politici.
L'anno dopo, 1519, Jacopo Pesaro – lo stesso Pesaro celebrato nel dipinto giovanile Jacopo Pesaro presentato a san Pietro da papa Alessandro VI – acquisì nella stessa chiesa dei Frari l'altare dell'Immacolata Concezione e commissionò a Tiziano la pala d'altare, che l'artista consegnò solo nel 1526: si tratta della cosiddetta Pala Pesaro, che rappresentò un ulteriore sviluppo in senso moderno del tema della pala d'altare. La Madonna è infatti in posizione non frontale, ma di sbieco, come se una finestra fosse aperta sulla navata sinistra e rivelasse un altare posto nella stessa direzione dell'altare maggiore. Lo spazio si dilata in tutte le direzioni, come suggeriscono le due poderose colonne, in posizione slegata da una geometrica rappresentazione dello spazio, e le immagini dei santi e dei committenti, tagliati in parte fuori dalla scena. I santi sono rappresentati senza alcuna gerarchia, in modo molto naturale.
In quegli anni Tiziano eseguì anche altre pale d'altare e opere di soggetto religioso: al 1520 risalgono la Pala Gozzi ad Ancona, con una composizione di ispirazione raffaellesca (prima sua opera datata), e l'Annunciazione Malchiostro a Treviso; nel 1522 dipinse il Polittico Averoldi a Brescia, col quale rinnovò il confronto con Michelangelo Buonarroti soprattutto nello scultoreo San Sebastiano, dalla complessa posizione in tralice. Circa tra il 1522 e il 1526 ridipinse la Pala di San Nicolò della Lattuga  iniziata nel 1514/1515 ma abbandonata e poi completamente ridipinta.
Ancora a Venezia, tra il 1528 e il 1530, per la chiesa dei santi Giovanni e Paolo dei Domenicani, eseguì la grande tela del Martirio di san Pietro da Verona, lodata come meglio riuscita anche dell'Assunta, ma distrutta durante l'incendio del 1867. Secondo Pietro Aretino, infatti, essa era la «più bella cosa in Italia».

#### Il camerino d'alabastro

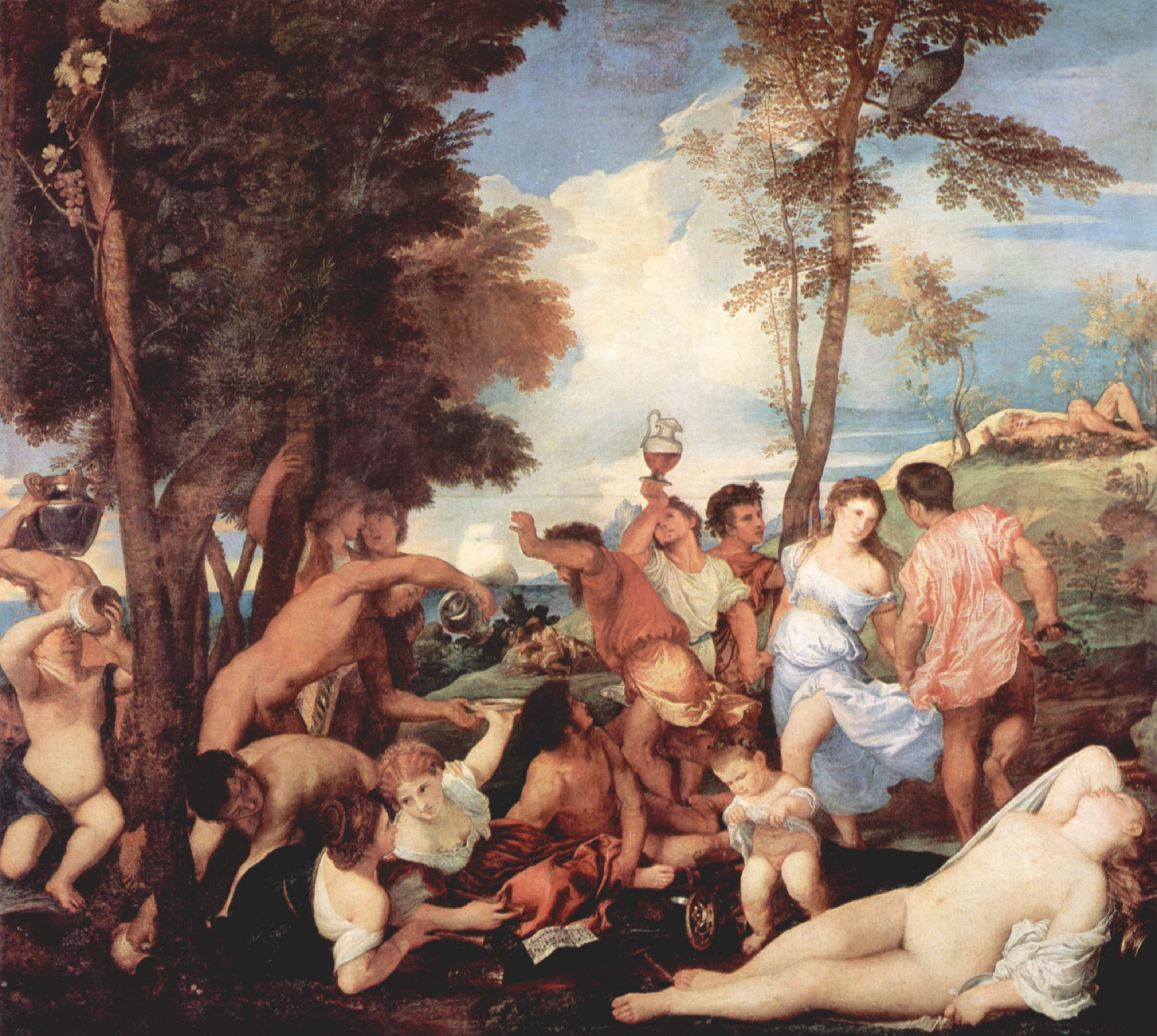
Baccanale degli Andrii, 1524, Madrid, Museo del Prado

La risonanza del successo dell'Assunta fece definitivamente decollare la carriera internazionale di Tiziano. I primi a interessarsi a lui fuori dai confini della Serenissima furono i piccoli Stati del nord-Italia, in particolare il Ducato di Ferrara e il Marchesato di Mantova.
Alfonso d'Este, duca di Ferrara, stava infatti in quegli anni decorando il proprio studiolo personale, il cosiddetto "camerino d'alabastro" e, dopo non essere riuscito a coinvolgere pittori precocemente scomparsi come Fra Bartolomeo e Raffaello Sanzio, si rivolse a Tiziano. Tra il 1518 e il 1524 circa, con vari rimandi, solleciti e sospensioni, l'artista eseguì ben tre tele di soggetto mitologico, i cosiddetti Baccanali: la Festa degli amorini, il Bacco e Arianna e il Baccanale degli Andrii. Infine ritoccò il paesaggio della tela già dipinta un decennio prima da Giovanni Bellini, per renderla più uniforme alla serie.
Si tratta di scene colme di felicità gioiosa, di un raffinato erotismo, mai volgare, e di una molteplicità di rimandi mitologici, allegorici e letterari.
A più riprese Tiziano soggiornò a Ferrara, dipingendo anche qualche ritratto (come quello di Vincenzo Mosti) e alcune tele di modeste dimensioni (il Cristo della moneta e la Deposizione di Cristo), alternando periodi trascorsi a Venezia e in altri luoghi. L'artista dilatava ampiamente i tempi di consegna, rendendo la propria opera più difficile da conquistare e quindi preziosa; accettava più di un incarico, purché il compenso fosse sempre più alto, avviando quel carattere «imprenditoriale» della propria attività.

#### La corte di Mantova
Alle commissioni degli Este si aggiunsero presto anche quelle dei Gonzaga, in particolare del marchese Federico II. Egli si amicò l'artista promettendogli non solo ricche proposte economiche, ma anche doni, inviti e possibilità culturali: alla corte di Mantova esisteva infatti un vivacissimo ambiente frequentato da Baldassarre Castiglione e Giulio Romano, uno dei più stretti collaboratori di Raffaello, che lo rendevano interessante e aggiornatissimo.
Di quel periodo ci restano il ritratto dell'Uomo dal guanto e il Ritratto di Federico II Gonzaga, dipinti di devozione come la Madonna del Coniglio e Ritratto di Carlo V con il cane, eseguito nel novembre del 1532 quando l'imperatore Carlo V soggiornò per più di un mese a Mantova.

#### Larenovatio urbis
La residenza principale di Tiziano rimase Venezia: il suo atelier era vicino al Canal Grande, presso San Samuele. Era una bottega efficiente, alla quale partecipava anche il fratello Francesco Vecellio con importanti ruoli amministrativi. Spesso i suoi lavori erano destinati all'esportazione.
Morto il doge Antonio Grimani, il 20 maggio 1523 fu eletto Andrea Gritti; il nuovo doge propose subito un grande progetto di rinnovamento e di sistemazione dell'assetto urbanistico e artistico di Venezia, la cosiddetta renovatio urbis Venetiarum: Venezia doveva «rifondarsi» come nuova Roma, capitale di un grande impero ed erede sia della Roma d'oriente (Costantinopoli era stata presa dai Turchi nel 1453), sia della Roma d'occidente (devastata dal Sacco di Roma del 1527).
Tiziano fu al centro di questo programma, insieme a due toscani riparati a Venezia dopo il Sacco di Roma, Pietro Aretino e Jacopo Sansovino. La collaborazione fra i tre fu fin dall'inizio salda e feconda, non solo sul piano artistico ma anche dal punto di vista umano. Amici fraterni, costituirono una triade che ispirava tutta la vita artistica della Serenissima alla metà del XVI secolo. Echi delle architetture classiche sansoviniane furono ripresi da Tiziano nella sua Presentazione di Maria al Tempio e allo stesso tempo l'artista interpretava l'imperialismo del doge, che lo volle esecutore di importanti opere per il Palazzo Ducale, come il San Cristoforo e altri dipinti distrutti nell'incendio del 1577. Di Gritti Tiziano dipinse in seguito anche alcuni ritratti, il più famoso dei quali è oggi alla National Gallery of Art di Washington, caratterizzato da forza e vigore.

#### Pietro Aretino come "agente"
Il rapporto più importante di quegli anni fu quello intessuto con Pietro Aretino, che nelle sue lettere e nei suoi scritti mise una vera e propria opera di promozione a favore del pittore cadorino, grazie anche ai suoi costanti rapporti con tutte le più importanti corti. Indubbiamente anche il letterato trasse benefici non piccoli dal sodalizio, diventando in un certo senso l'"agente" di Tiziano, promotore encomiastico della sua opera e aspro detrattore dei suoi rivali, il che gli garantì per lunghi anni una sorta di monopolio artistico in tutto lo Stato.
Anche di Pietro Aretino Tiziano fece un ritratto che, come scrisse lo stesso Aretino, «respira, batte i polsi e muove lo spirito nel modo ch'io mi faccio in la vita».

#### Il matrimonio e il lutto
Nel 1525 Tiziano convolò a nozze con una giovane di Feltre, Cecilia Soldani, che gli aveva già dato due figli, Pomponio e Orazio. Il 6 agosto 1530 però essa morì nel dare alla luce la terza figlia, Lavinia. Tiziano, come scrivono le persone a lui vicine, rimase molto turbato e smise di lavorare per un certo periodo, affranto dal dolore. Solo nell'ottobre venne dichiarato "in miglioramento". Non si risposò mai più e si dedicò in seguito all'avvenire dei figli: Pomponio abbracciò la carriera ecclesiastica; Lavinia sposò Cornelio Sarcinelli, ricco gentiluomo della nobiltà di Serravalle; Orazio, il prediletto, collaborò con lui alla bottega.

### Conte palatino (1531-1548)

Ritratto di Carlo V a cavallo, 1548, olio su tela, 332 x 279, Madrid, Museo del Prado

La grande pubblicità che l'Aretino faceva dell'amico e della sua arte contribuì senz'altro ad accrescerne la popolarità e quindi la domanda di opere. Nel 1529, dopo la pace di Cambrai tra Carlo V e Francesco I, l'imperatore fu a Bologna con papa Clemente VII per accordarsi sullo stato dell'Italia. Qui Carlo ricevette la conferma di più potente monarca europeo con la duplice incoronazione di re d'Italia e di imperatore (22 e 24 febbraio 1530). In quell'occasione, tramite l'intermediazione dell'Aretino, Tiziano riuscì a entrare in contatto con l'imperatore, ponendo le basi per un rapporto privilegiato con la corte spagnola destinato a durare ben quarantacinque anni.
Quattro anni dopo, l'ambasciatore presso la Serenissima brigò per ottenere che Tiziano raggiungesse il monarca presso la sua corte: Carlo e la moglie, Isabella del Portogallo, volevano infatti farsi ritrarre. Probabilmente Tiziano non aveva voglia di lasciare Venezia per una corte cosmopolita dove non si sentiva a proprio agio: il doge, comunque, rispose negativamente e l'imperatore si rassegnò a una relazione a distanza (Tiziano lo ritrasse comunque di lì a poco di nuovo a Bologna). Già da questo episodio, che coinvolgeva non solo l'artista e il committente, ma anche doge e ambasciatori, è possibile capire che il rapporto tra Carlo V e Tiziano, da semplice relazione tra pittore e mecenate, diventò col tempo un vero e proprio affare di stato.

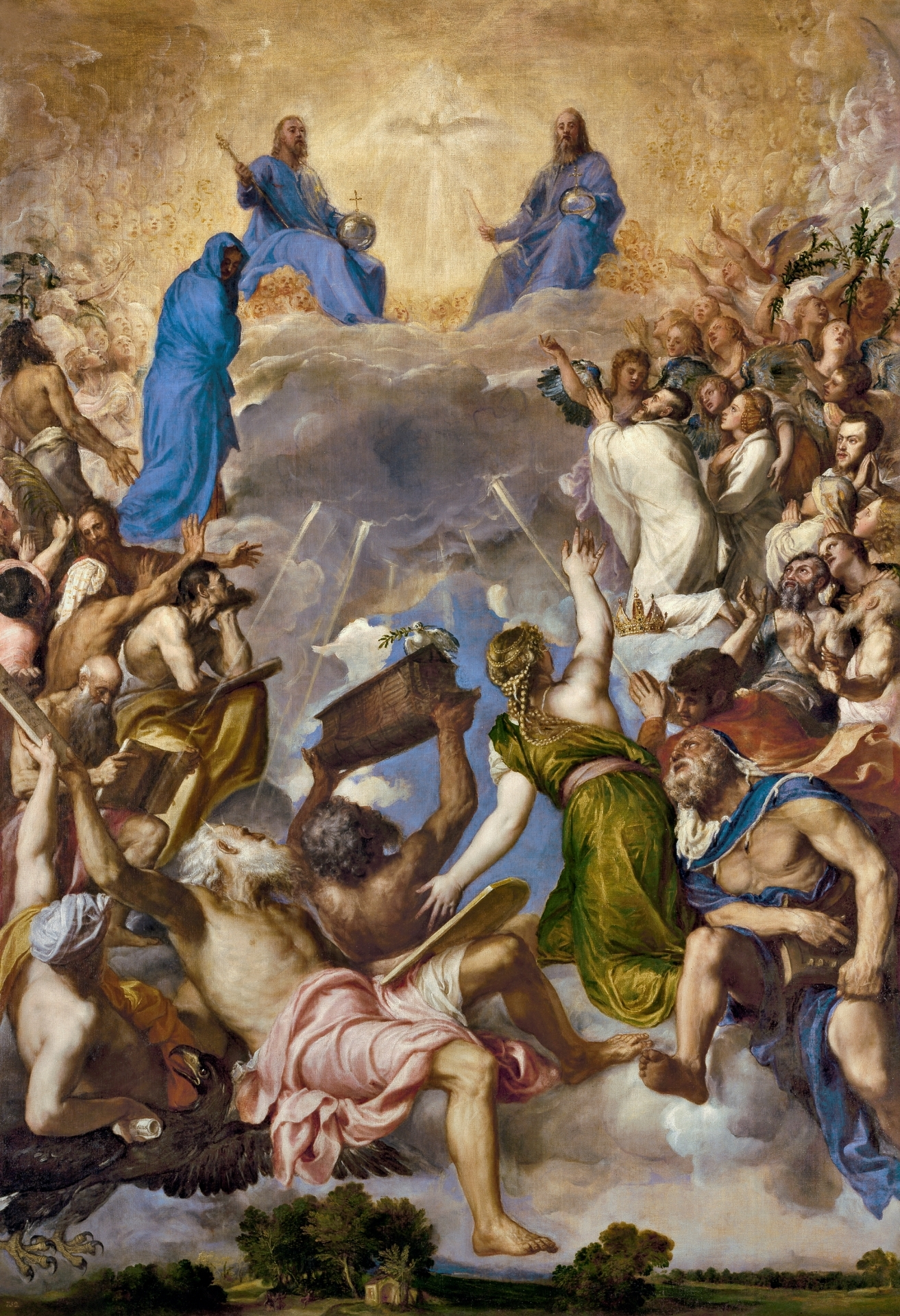
La Gloria, 1551-1554, olio su tela, 346 x 240, Madrid, Museo del Prado

L'impero moderno necessitava di un'immagine efficace che identificasse allo stesso tempo la persona di Carlo e il suo status di imperatore. Inoltre doveva coniugare insieme classicità e modernità, in modo che i diversi popoli e nuclei culturali e linguistici che componevano l'enorme impero potessero senza difficoltà leggere l'immagine e decodificarla. Tiziano, autentico genio della comunicazione, riuscì in quest'opera delicatissima: ritrasse Carlo (Ritratto di Carlo V con il cane) e l'imperatrice (Ritratto di Isabella del Portogallo) in pose ufficiose, ma al tempo stesso domestiche. Poco dopo creò uno dei simboli più significativi e pregnanti di tutta la storia dell'arte, il formidabile Ritratto di Carlo V a cavallo, che parlava ai sudditi e ai nemici dell'imperatore in modo inequivocabile, mostrando nello stesso tempo la forza del guerriero, la saggezza del sovrano, la fatica dell'uomo. Un tale modello ispirò per secoli pittori come Diego Velázquez, Peter Paul Rubens, Rembrandt e Francisco Goya. Allo stesso tempo ritrasse Carlo seduto come uomo di pace, non più guerriero, ma giusto giudice e generoso imperatore.
Carlo nominò Tiziano conte del Palazzo del Laterano, del Consiglio Aulico e del Concistoro, Conte palatino e Cavaliere dello Sperone d'Oro; l'imperatore divenne il maggior committente dell'artista, benché proprio il fatto di essere il pittore preferito della corte spagnola portasse a nuove richieste da parte di molti stati e famiglie nobili.
L'esecuzione di molti ritratti (la perduta serie degli Undici Cesari, il Ritratto di Isabella d'Este, il Ritratto di Pietro Bembo) affinò la ricerca stilistica insieme di realismo e di serenità, con intonazioni coloristiche sempre più dense e corpose.

#### Urbino

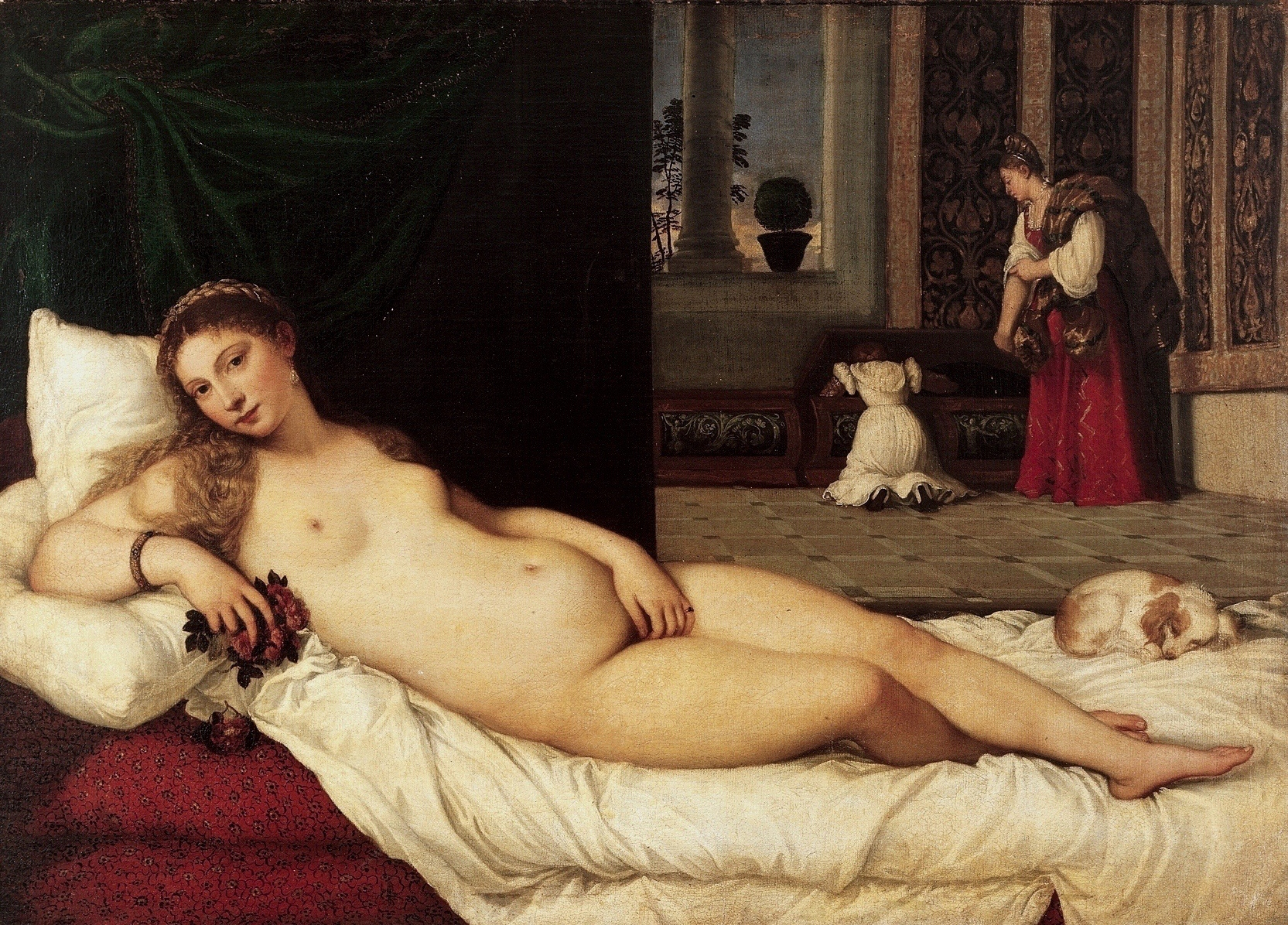
Venere di Urbino, 1538, olio su tavola, 119 x 165, Firenze, Galleria degli Uffizi

Nel 1508, estinta la dinastia dei Montefeltro, Francesco Maria I Della Rovere, figlio di Giovanna da Montefeltro, era diventato Duca e Signore d'Urbino. La piccola signoria marchigiana cominciò da quel momento una seconda bella stagione d'arte e di splendore.
Proprio i Della Rovere – Francesco Maria e la moglie Eleonora Gonzaga – furono i primi a comprendere che fasto e fama internazionali non si conquistavano più brandendo le armi e annettendo territori. Il generoso mecenatismo, la protezione accordata ad intellettuali ed artisti, lo splendore delle residenze, il dono diplomatico di opere d'arte e di prodotti unici d'artigianato rese la piccola corte di Urbino un modello da seguire e imitare.
Tiziano, che in quel momento era un artista molto in voga, non poteva non essere coinvolto nella nuova gestione del potere: il rapporto con i duchi di Urbino produsse il Ritratto di Francesco Maria Della Rovere, il Ritratto di Eleonora Gonzaga Della Rovere e la celeberrima Venere di Urbino. La maggior differenza con la Venere dormiente di Giorgione stava nella consapevole e fiera bellezza e nudità della dea: essa è sveglia e guarda in modo deciso chi la osserva. Il colore chiaro e caldo del corpo contrasta con lo sfondo e con i cuscini scuri; la fuga prospettica è verso destra, sottolineata dalle fantesche e dai toni sempre più freddi, che fanno risaltare una linea obliqua. Si tratta della stessa modella della Bella e della Giovane in pelliccia.

#### Il confronto col Pordenone
In quegli anni Tiziano aveva nel frattempo spostato la propria bottega nei locali più ampi di Biri Grande, non lontano dalle attuali Fondamenta Nuove. Non vi tenne una scuola, ma scelse collaboratori fidati e modesti per ruoli subalterni, in modo che i loro stili personali non influenzassero le opere finite.
All'apice della popolarità, Tiziano manteneva l'incarico, lo stipendio e i favori di pittore ufficiale della Serenissima, ma lavorava pochissimo per la sua città, suscitando le rimostranze del Senato. Solo nel 1534 poté dedicarsi, e di buon grado, alla realizzazione di un grande telero con la Presentazione di Maria al Tempio, da destinare alla Scuola della Carità. Consegnato nel 1538, riscosse un ampio favore presso gli intellettuali, che esaltarono il suo operare rispetto a quello di un rivale nel frattempo giunto dal Friuli, il Pordenone.
I sostenitori di quest'ultimo, lamentandosi dei continui ritardi di Tiziano nel consegnare la Battaglia di Cadore per Palazzo Ducale (opera poi distrutta in un incendio), ottennero la sospensione dell'emolumento nel 1537.
Il Pordenone morì a Ferrara nel 1539 in circostanze poco chiare; in seguito, gli scrittori veneziani passarono sotto il più completo silenzio la sua opera, che venne invece magnificata da altri importanti studiosi dell'epoca, in primis il Vasari.

#### Una ventata di manierismo
Intorno agli anni quaranta arrivò a Venezia una «ventata di manierismo», portata da Francesco Salviati e Giorgio Vasari e all'insegna della ricerca di una «natura artificiosa»: Tiziano si adattò alle novità, cercando un accordo tra il senso del colore e l'arte del disegno manierista. In verità, già in precedenza Tiziano aveva cercato un confronto con l'opera di Michelangelo Buonarroti e Raffaello Sanzio vista attraverso le incisioni, con l'architettura di Giulio Romano, con le collezioni veneziane di opere classiche. Tuttavia l'arrivo di Salviati e Vasari a Venezia diedero una spinta decisiva all'influenza manieristica sull'artista veneto.
Il modo in cui Tiziano accolse queste influenze, come altre prima e dopo, fu peculiare: secondo Erwin Panofsky, nessun altro artista fu tanto flessibile di fronte alle «influenze» come Tiziano e nessuno rimase tanto se stesso come Tiziano, il quale operò una sintesi tra la ricerca accademica e il suo ricco cromatismo, cercando di fondere il disegno toscano con il colorito veneto.
Si può seguire lo sviluppo del confronto attraverso alcune opere (San Giovanni Battista, Allocuzione di Alfonso d'Avalos, le tre Scene bibliche e soprattutto la prima Incoronazione di spine): composizioni altamente drammatiche con evidenti rimandi alle forme classiche e a Michelangelo, filtrati attraverso la sua personalissima tecnica del colore.

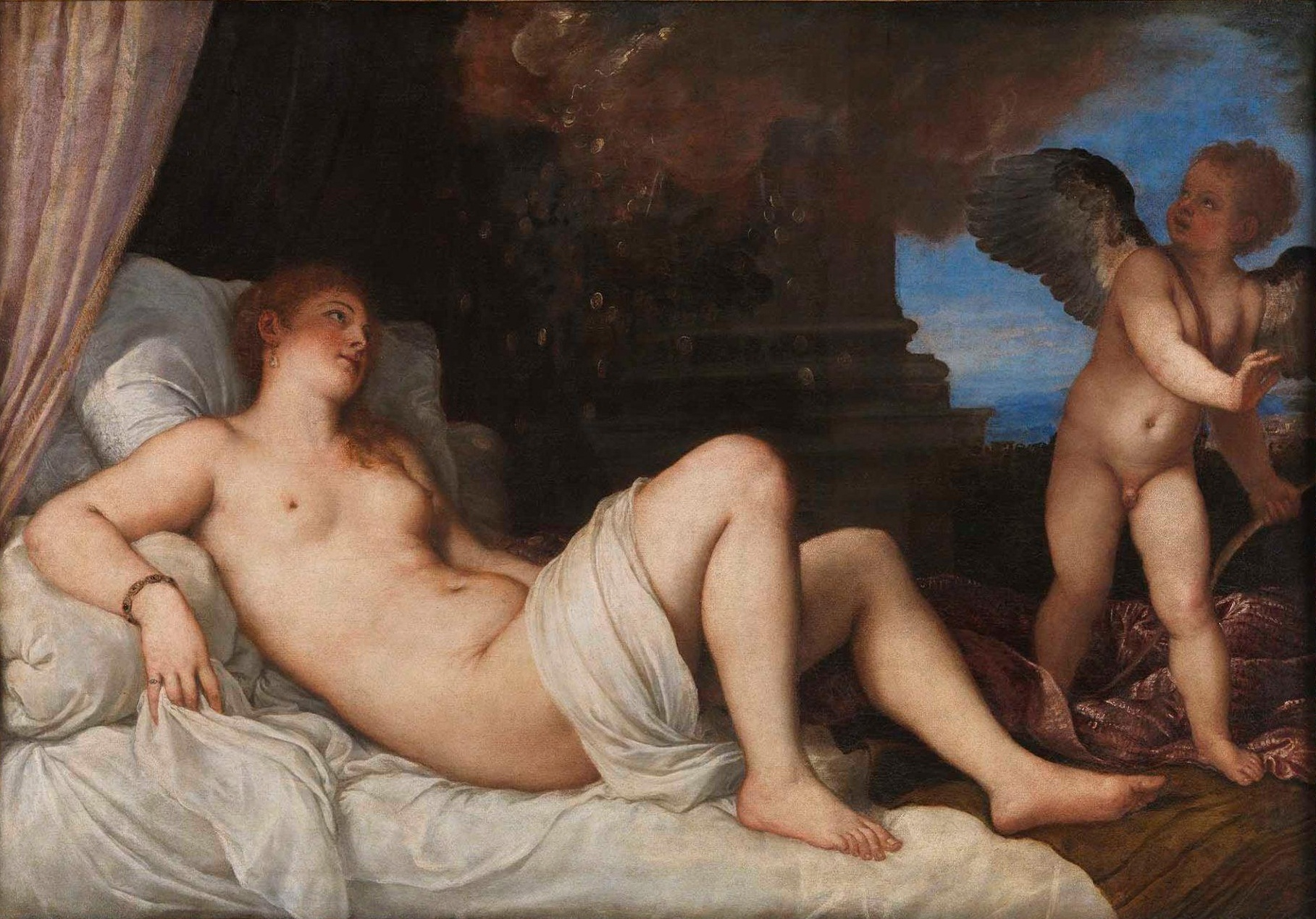
Danae, 1545, Napoli, Museo nazionale di Capodimonte

#### Roma e i Farnese: il colore
Nel 1545 Tiziano decise di compiere un viaggio in Italia centrale che culminò nel soggiorno romano, ospite di papa Paolo III Farnese e del suo potente nipote, il cardinale Alessandro Farnese il Giovane. Fu naturale l'incontro e il confronto con l'artista che in quel momento dominava Roma, Michelangelo Buonarroti, che aveva da poco terminato il Giudizio Universale. L'artista veneto stava lavorando sulla Danae e Michelangelo «lo comendò assai, dicendo che molto gli piaceva il colorito suo e la maniera, ma che era un peccato che a Vinezia non s'imparasse da principio a disegnare bene e che non avessero que' pittori miglior modo nello studio».
Vasari commenta una visita alla bottega di Tiziano nel 1566 riportando stupito che «il modo di fare che tenne in queste ultime [opere], è assai differente dal fare suo da giovane […] condotte di colpi, tirate via di grosso e con macchie, di maniera che dapresso non si possono vedere, e di lontano appaiono perfette». Anche la tecnica di interventi successivi, confermata dalle recenti radiografie, è già nella testimonianza di Marco Boschini che cita Jacopo Palma il Giovane quale testimone: Tiziano abbozzava la tela con una gran massa di colore, lasciava il quadro anche per mesi, poi lo riprendeva e «se faceva di bisogno spolpargli qualche gonfiezza o soprabondanza di carne, radrizzandogli un braccio, se nella forma l'ossatura non fosse così aggiustata, se un piede nella positura avesse preso attitudine disconcia, mettendolo a lungo, senza compatir al suo dolore, e cose simili. Così operando, e riformando quelle figure, le riduceva nella più perfetta simmetria che potesse rappresentare il bello della natura, e dell'arte».
Dunque il colore, che arriverà a plasmare anche con le dita, come fosse creta: in questo, forse, simile a Michelangelo, che trattò i suoi dipinti come sculture. Il maestro del perfetto disegnare e il maestro del perfetto colorire in fondo sono, se si vuole, al di là anche delle personali polemiche, meno distanti di quanto non abbiano essi stessi pensato.

#### Roma e i Farnese: il ritratto

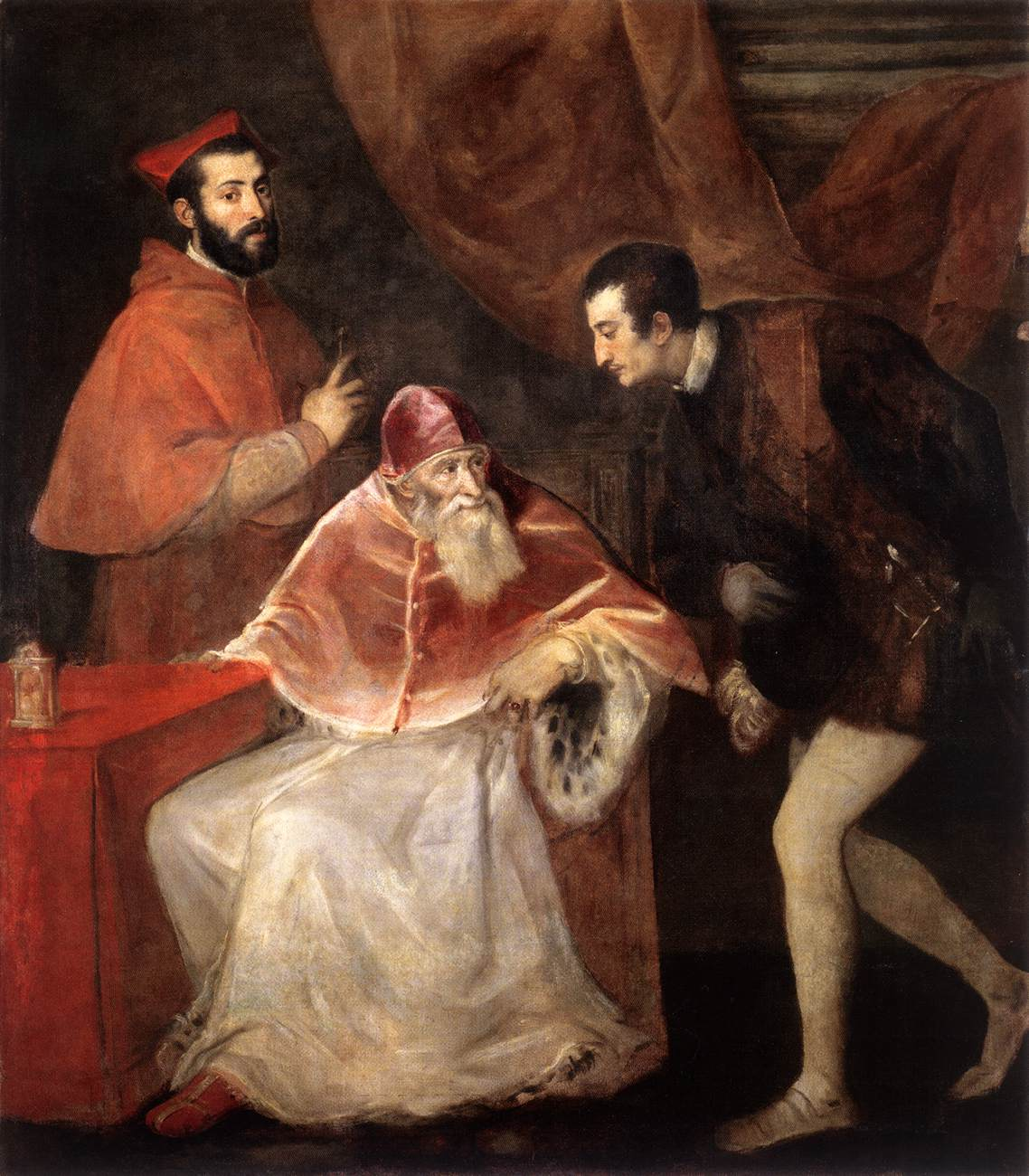
Ritratto di Paolo III con i nipoti Alessandro e Ottavio Farnese, 1546, Napoli, Museo nazionale di Capodimonte

Oltre alla Danae, Tiziano dipinse per i Farnese il Ritratto di Paolo III, il Ritratto di Ranuccio Farnese e il Ritratto di Paolo III con i nipoti Alessandro e Ottavio Farnese; il vecchio papa è seduto su una sedia, con il nipote Ottavio, genuflesso e, dietro, Alessandro in abito cardinalizio. Il ritratto mette in evidenza anche i caratteri dei personaggi: il papa malato e curvo rimprovera con lo sguardo Ottavio, che si inchina per dovere formale (effettivamente Ottavio in seguito tenterà di uccidere il proprio padre). Lo sfondo e la tovaglia sono scuri e l'uso di colori pastosi e di pennellate poco definite lascia un senso di oppressione e di tetraggine. Tiziano sperimentò qui una nuova tendenza espressiva che troverà largo impiego nell'opera tarda del maestro e che affermò in modo deciso, proprio nel periodo di maggior contatto col manierismo romano, la supremazia del colore sul disegno. Perfino Pietro Aretino non comprese la portata della rivoluzione, definendo il ritratto a lui dedicato «piuttosto abbozzato che non finito».
Tiziano è sicuramente il ritrattista principe del suo secolo. Il fondo scuro, già presente nel Quattrocento coi fiamminghi e con Antonello da Messina, fu portato alle sue ultime conseguenze ed anzi Tiziano ne fece il suo tratto distintivo, insieme alla naturalezza delle espressioni e alla libertà da schemi preconfezionati. Il colore denso è, come sempre, lo strumento di cui si serve l'artista per la rappresentazione, in questo caso psicologica, della realtà.
La specialità di Tiziano era il ritratto di corte, con cui immortalava sovrani, papi, cardinali, principi e condottieri generalmente a figura intera o più spesso a mezza figura, di tre quarti o seduti, in pose ufficiali o qualche volta in atteggiamenti più familiari. L'attenzione del pittore era posta alla fisionomia più che ai sentimenti; l'abbigliamento è sempre ritratto con cura a volte ricercata (velluti, broccati, gioielli, armature). Lo scopo è evidente: la rappresentazione del potere incarnato in una persona; ma siccome questa ricerca avviene attraverso un attento studio di espressioni, pose e gesti esaltati dall'uso perfetto del colore, il risultato è spesso incredibilmente vero e reale, l'obiettivo raggiunto in pieno.

#### Tra Ceneda e Cadore: la vicenda di Col di Manza
Nonostante l'impressionante numero di grandi e moderne opere commissionategli a livello internazionale, Tiziano, in quegli stessi anni, ricevette anche commissioni in località della pedemontana trevigiana, sulle vie dei commerci della famiglia Vecellio, da parte di comunità che desideravano accrescere il proprio prestigio, approfittando della vicinanza del grande artista.

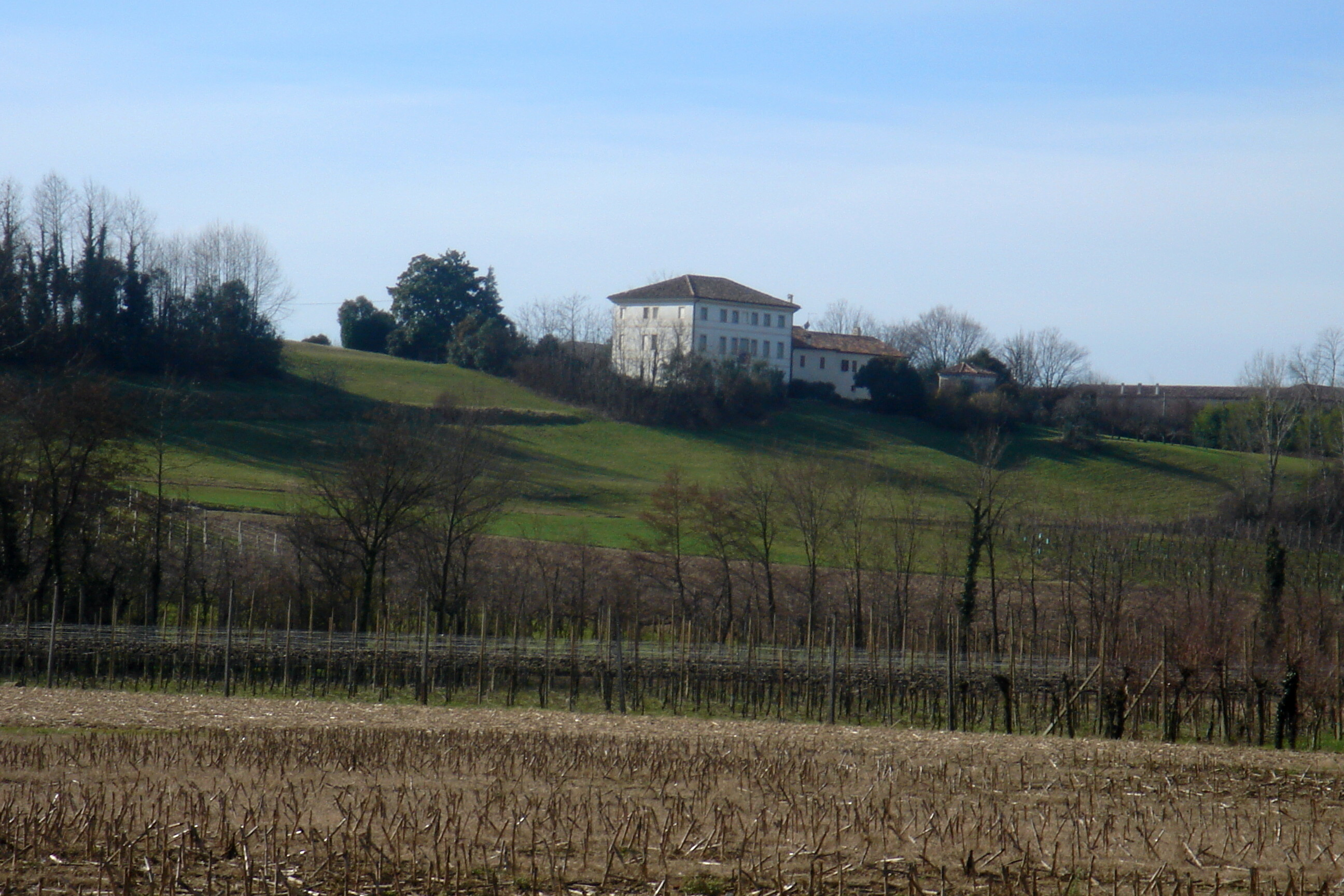
Col di Manza: il lato nord della caséta del Tiziano

Realizzò in particolare due fondamentali opere di carattere sacro, entrambe concordate nel 1543, ma, causa il complicarsi delle trattative, consegnate solo tra fine decennio e primi anni cinquanta: la grande pala d'altare Madonna con Bambino in gloria e santi Andrea e Pietro per la chiesa di santa Maria Nova di Serravalle, città nella quale, a palazzo Sarcinelli, risiedeva la famiglia che presto avrebbe dato uno sposo all'amata figlia Lavinia; e il polittico di Castello Roganzuolo per la chiesa dei santi Pietro e Paolo.
Soprattutto alla commissione di quest'ultimo si lega un'importante quanto poco nota vicenda: oltre al lauto quantitativo di denaro e vivande che la comunità di Castello Roganzuolo dovette versare a Tiziano, gli accordi prevedevano la costruzione di una villa di campagna (l'attuale Villa Fabris di Colle Umberto), sul Col di Manza, la quale diventerà sede del pittore nei viaggi Venezia-Cadore, nonché luogo di produzione vinicola, in accordo con la natura imprenditoriale dei Vecellio.
Col di Manza sarà, dunque, punto strategico in terraferma per diversi motivi: a metà strada tra Cadore e Laguna, era un importante snodo per l'imprenditoria dei Vecellio, era vicino alla figlia Lavinia e, inoltre, fu per l'artista luogo di riposo e suggestioni coloristiche.

### L'ultima maniera (1549-1576)
Rientrato a Venezia sul finire del 1548, Tiziano percepì che qualcosa era cambiato. In sua assenza il giovane Tintoretto aveva ottenuto la sua prima commessa pubblica, realizzando il Miracolo di San Marco: lo stile enfatico e visionario del giovane Robusti incontrava il gusto della nuova committenza veneziana. D'altra parte Paolo Veronese andava conquistando in quegli anni il monopolio dei ricchi proprietari delle ville della terraferma. Dalla metà del secolo l'impegno veneziano di Tiziano scemò progressivamente: non risponde al vero, quindi, quanto affermato dalla tradizione, che vuole il pittore cadorino incontrastato dominatore della scena artistica veneziana fino alla morte. Da questo punto in poi, invece, tutta l'attività di Tiziano fu assorbita dalla committenza iberica, da Carlo V e, in seguito, soprattutto dal figlio Filippo II.

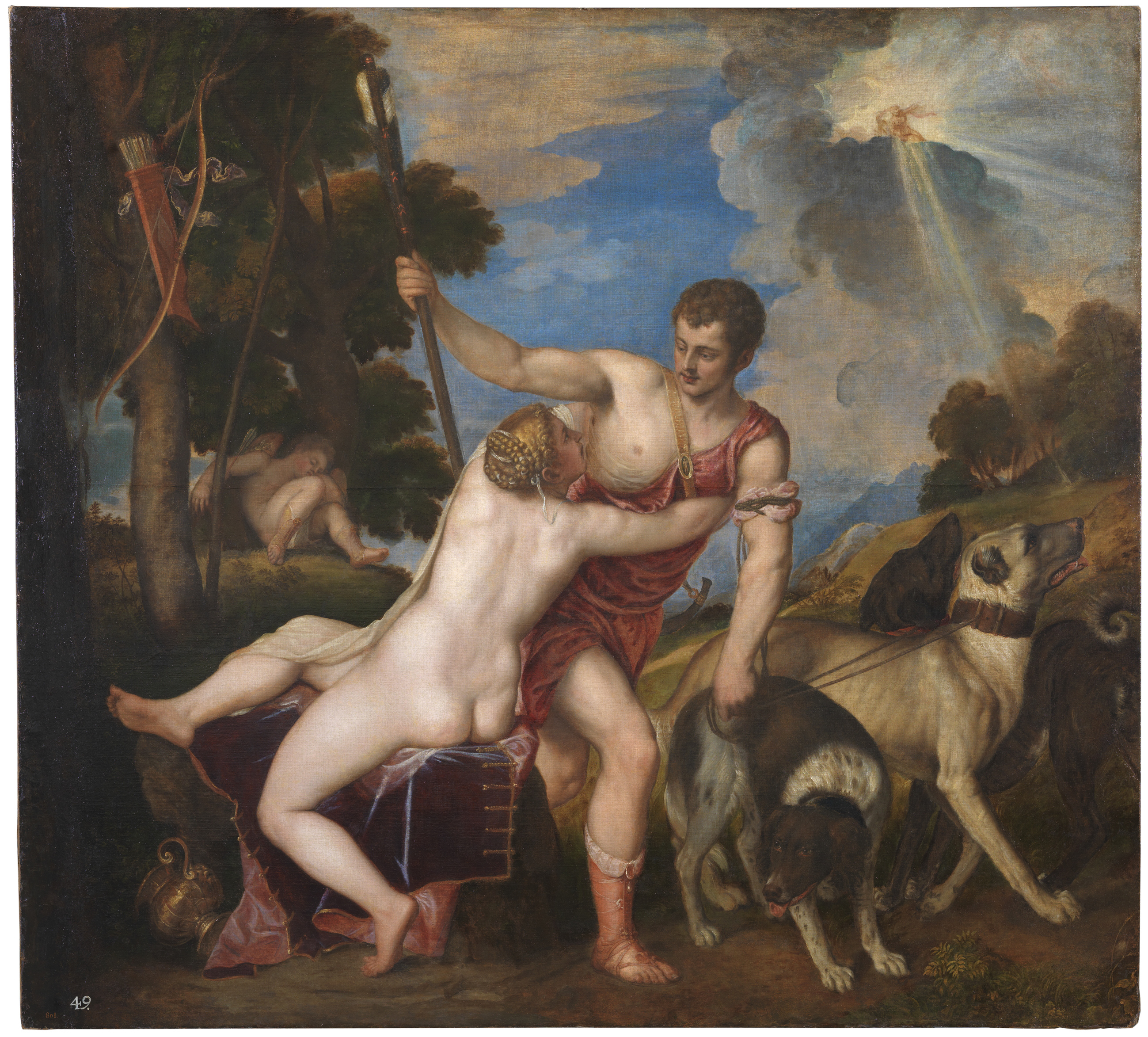
Venere e Adone, 1553 ca, olio su tela, 186 x 207 cm, Madrid, Museo del Prado

#### Filippo II e le poesie
Dalla Danae dei Farnese previdentemente Tiziano aveva ricavato un cartone preparatorio: il successo del dipinto fu straordinario e su Tiziano e la sua bottega piovvero nuove commissioni per lo stesso soggetto. In occasione delle nozze di Filippo II con Maria Tudor il 25 luglio 1554, Tiziano spedì al re di Spagna una seconda versione della Danae, leggermente diversa dalla prima; Filippo aveva in mente di allestire un camerino con opere di contenuto erotico e la Danae si prestava senz'altro alla bisogna.
Della Danae Tiziano e la sua bottega eseguiranno nel corso degli anni ben sei diverse versioni: caratteristica questa di molte opere di questo periodo eseguite da Tiziano. I soggetti di maggior successo erano richiesti dai ricchi committenti, che venivano accontentati con dipinti ora di maggiore ora di minore pregio, ma tutti con caratteristiche leggermente diverse l'uno dall'altro, per cui tutti alla fine possedevano un'opera unica.
In seguito Tiziano scrisse al re che, «perché la Danae, che io mandai già a vostra Maestà, si vedeva tutta dalla parte dinanzi, ho voluto in quest'altra poesia variare, e farle mostrare la contraria parte, acciocché riesca il camerino, dove hanno da stare, più grazioso alla vista». Il dipinto che mostra «la contraria parte» è Venere e Adone, che inaugura la serie delle cosiddette «poesie», come le chiama lo stesso Tiziano: quadri di soggetto mitologico che rappresentano una meditazione pensosa e malinconica – che diventa sempre più cupa e drammatica – sul mito e sulle antiche favole.
Inoltre nel 1564 il re commissionò all'artista per la cappella di san Lorenzo nel monastero dell'Escorial una replica di uno dei capolavori di questa fase stilistica: il Martirio di San Lorenzo.
Il giovane Tiziano dei Baccanali che si dilettava a raccontare di sfrenati miti orgiastici non c'è più: è meglio per l'uomo non avere a che fare con gli dei, perché solo sciagure gliene potranno derivare. La caccia, metafora della vita, soggetta al caso e al capriccio e alla malvagità degli dei, è la causa della morte di Adone (Venere e Adone), ucciso dal cinghiale, di Atteone (Diana e Atteone), sbranato dai suoi stessi cani, della ninfa Callisto (Diana e Callisto), sedotta durante la caccia e brutalmente umiliata a causa della sua gravidanza. E poi Europa (Ratto di Europa), rapita da un dio maligno, Andromeda (Perseo e Andromeda), sacrificata al mostro marino da un implacabile Nettuno, di nuovo Atteone (Morte di Atteone), ferito dalla freccia della dea. Infine Marsia (Punizione di Marsia), che finisce scuoiato per l'invidia degli dei, una delle opere più discusse dell'artista che, per la «particolare scelta iconografica, la critica ritiene un'opera personale, quasi un testamento figurato dell'artista stesso».
Il disegno ormai non esiste più, il cromatismo è smorzato e gioca sulla gamma dei marroni e degli ocra, le pennellate sono rapide, abbozzate, il colore è denso e pastoso. Questa tecnica, così rivoluzionaria e incomprensibile per i contemporanei, fa di Tiziano, secondo molti, un antesignano di espressionisti come Oskar Kokoschka: quel che è certo, comunque, è che l'ultimo Tiziano è notevolmente in anticipo sui tempi, punto di riferimento di tutti i maestri che dopo di lui verranno, da Rubens a Rembrandt a Diego Velázquez fino all'Ottocento di Delacroix.

#### Opere religiose

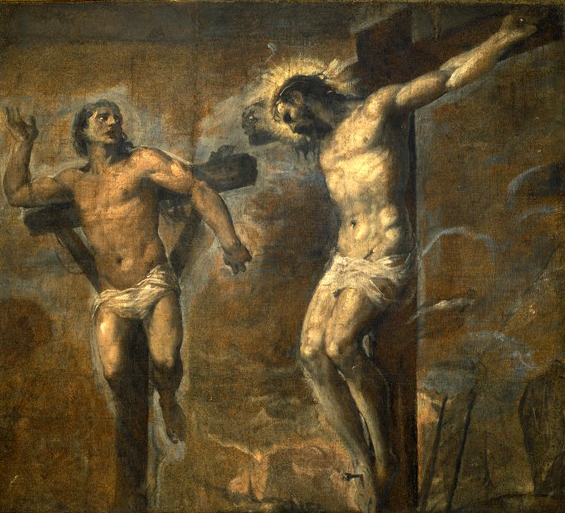
Gesù Cristo e il buon ladrone, 1565, Bologna, Pinacoteca Nazionale

Il 31 ottobre 1517 un frate agostiniano, professore di esegesi biblica nella locale università, affigge 95 tesi alla porta della chiesa del castello annesso all'Università di Wittenberg. Il nome del religioso tedesco è Martin Lutero e il gesto è gravido di conseguenze: di qui scaturirà la Riforma protestante, che porterà alla rottura dell'unità cristiana e di tutto il mondo culturale dell'epoca, che dalla visione cristiana derivava in modo diretto e senza mediazioni. Tra il 1545 e il 1563 il concilio di Trento rappresenta la risposta della cattolicità alla riforma: Controriforma. Rinnovamento pastorale, attuato mediante la clericalizzazione della chiesa, azione moralizzatrice contro molte storture che alle tesi di Wittenberg avevano portato, ma nel contempo stretta sorveglianza contro l'eresia protestante, che generò sospetti sui molti che anche in Italia avevano condiviso alcune istanze riformatrici.
Intorno al 1554 Tiziano fu ospite del nipote, arciprete della chiesa parrocchiale dell'Assunzione della Vergine di Medole (MN), dove si ammalò. Durante la sua convalescenza nel paese, la popolazione dimostrò un grande interessamento per la salute dell'artista, tant'è che Tiziano volle lasciare loro in segno di gratitudine la pala d'altare Il Risorto appare alla Madre, che ancora oggi si ammira nella chiesa.
Alcuni hanno fatto notare come (attraverso l'analisi delle lettere proprie e dell'amico Pietro Aretino) si possa giungere a definire l'adesione di Tiziano e del suo circolo a una forma di dissenso religioso che investì vasti strati del mondo culturale italiano. È un dissenso moderato, che sfugge alla logica degli «opposti estremismi», impaziente verso le norme formalistiche, che prende linfa dal pacifismo di Erasmo da Rotterdam, che anela a una religione comprensibile, inquieta, individualista. È ovvio che simile dissenso non può che essere «privato», dati i tempi, e dunque inquadrabile nel cosiddetto «nicodemismo», da Nicodemo, discepolo che visse la sua adesione a Cristo nel segreto del proprio privato fino al momento supremo della morte del maestro.

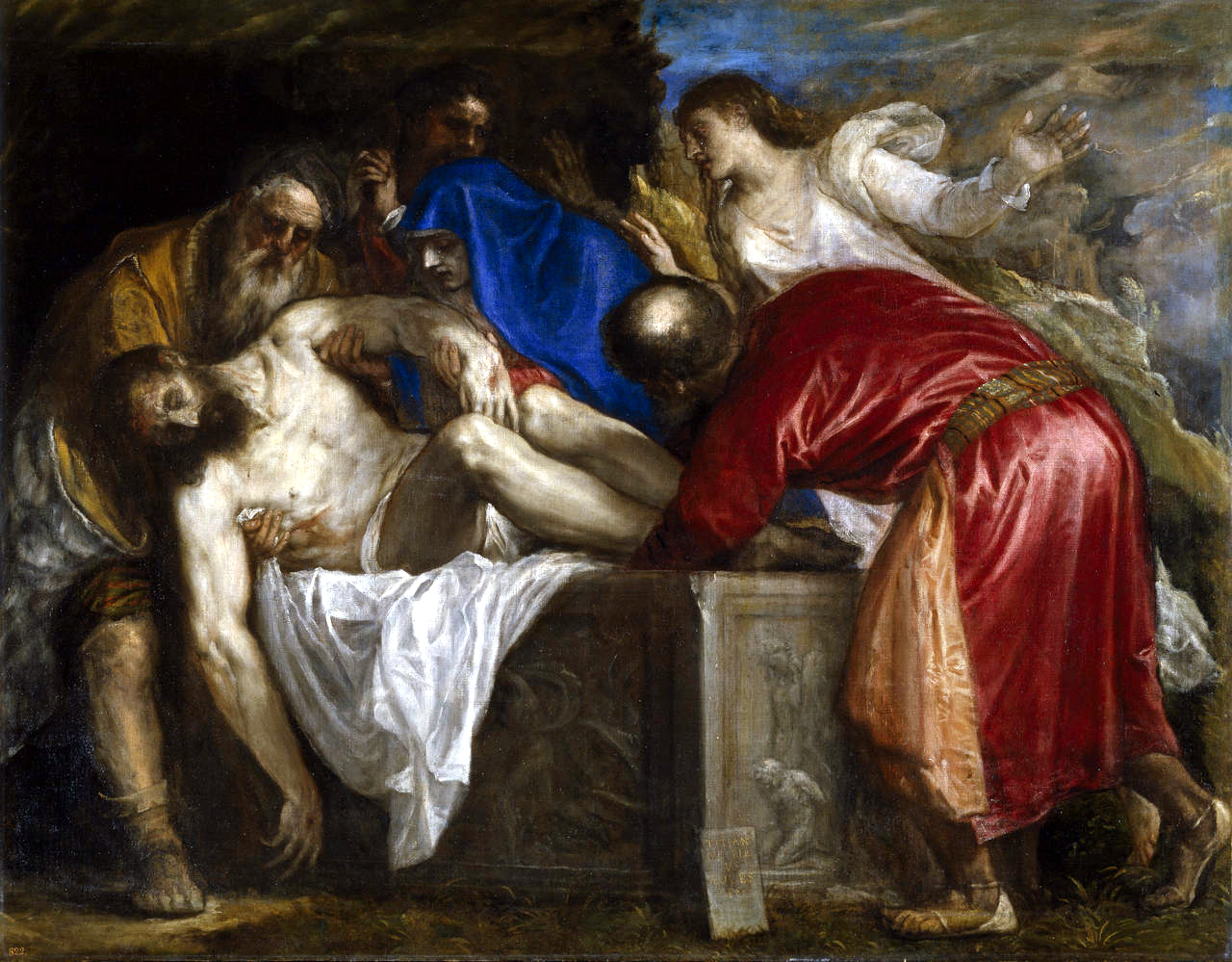
Deposizione nel sepolcro, 1559, Madrid, Museo del Prado

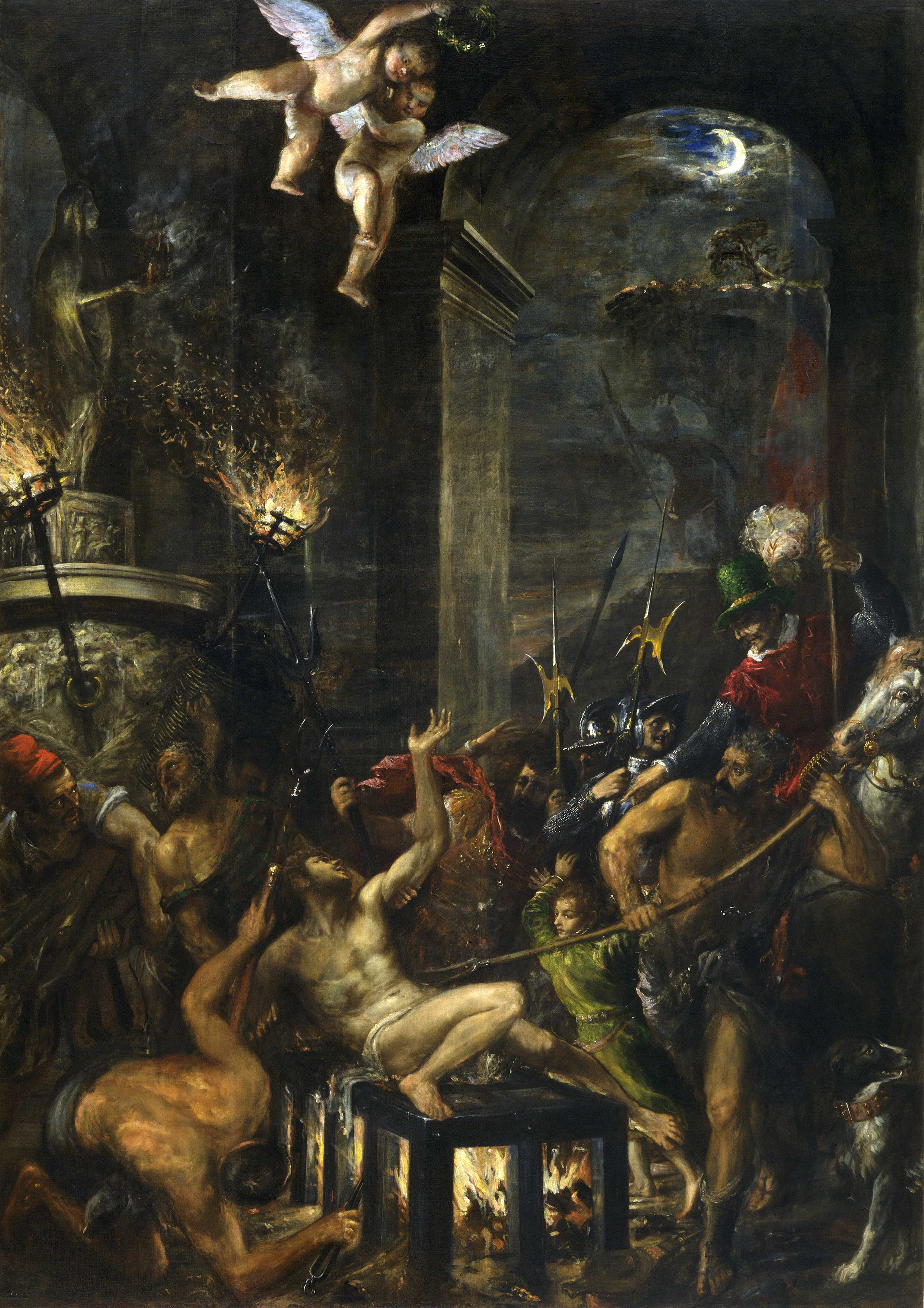
Martirio di San Lorenzo, 1564-1567, Madrid, Monastero dell'Escorial

Non ci sono chiari documenti scritti che possano confortare questa ipotesi. Ci sono tuttavia i dipinti: dall'analisi di tutta la produzione dei grandi pittori veneziani e veneti – ma anche di tanti, più in generale, italiani – molti autorevoli critici hanno visto lo smarrimento e il dissenso, risolto poi in sperimentalismo e inquietudine piuttosto che rassegnazione e conformismo. In questo senso va certamente letta la Deposizione nel sepolcro, in cui Tiziano si ritrae nei panni di un Giuseppe d'Arimatea, iconologicamente confuso, in tal caso, con Nicodemo, che sorregge Cristo: ci ricorda, questo Giuseppe-Nicodemo, un altro Nicodemo «fermato in piede» – Nicodemo nascosto dal cappuccio, perché nascosta è la sua fede – Nicodemo autoritratto del nicodemita Michelangelo Buonarroti.
Nel 1558 Tiziano invia ad Ancona, città legata allo Stato Pontificio, una tragica Crocifissione realizzata con la tecnica "a macchia", dove una Maria disfatta dal dolore fa da contrappunto a un San Giovanni illuminato da un raggio proveniente da Cristo. Alcuni critici considerano quest'opera emblematica dell'ultima maniera tizianesca
Anche il Martirio di san Lorenzo è emblematico di questo nuovo Tiziano: lo spettrale dipinto, tavola oscura su cui lampeggiano personaggi abbozzati dalla luce, rappresenta l'ultima e definitiva incarnazione della pala d'altare rinascimentale, non più nitida e serena composizione, ma invece convulsa scena in cui nulla conserva precisi contorni: tutto è mosso, sgranato, incerto. Così anche l'Annunciazione, Cristo e il cireneo, la Maria Maddalena penitente, il San Girolamo, fino all'ultima Pietà, non sono che stazioni di una lunga e sofferente via crucis, incompresa, per larga parte, dai contemporanei.

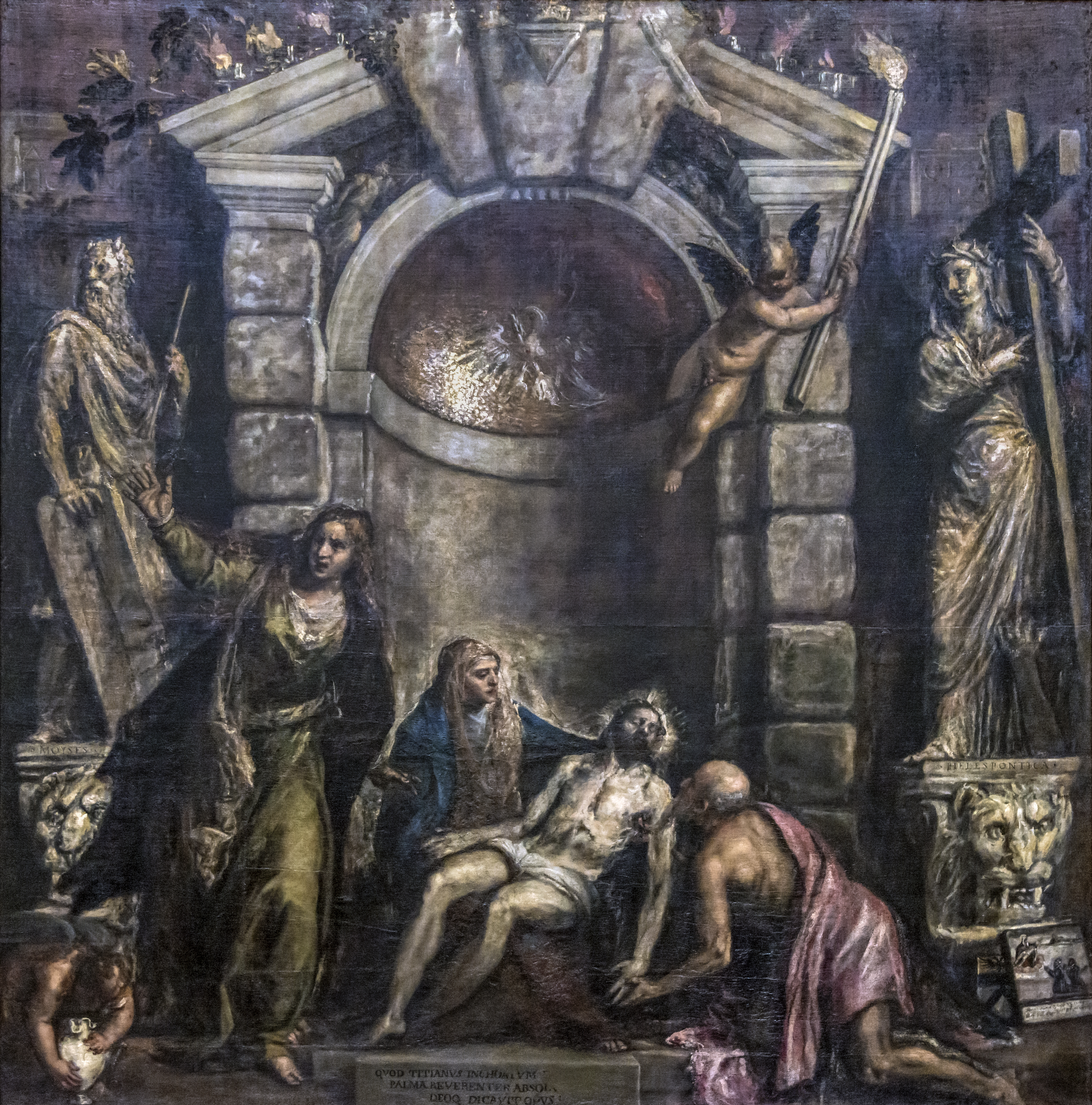
Tiziano Vecellio, Pietà, 1576, olio su tela, 352 x 349 cm, Venezia, Gallerie dell'Accademia

#### LaPietà

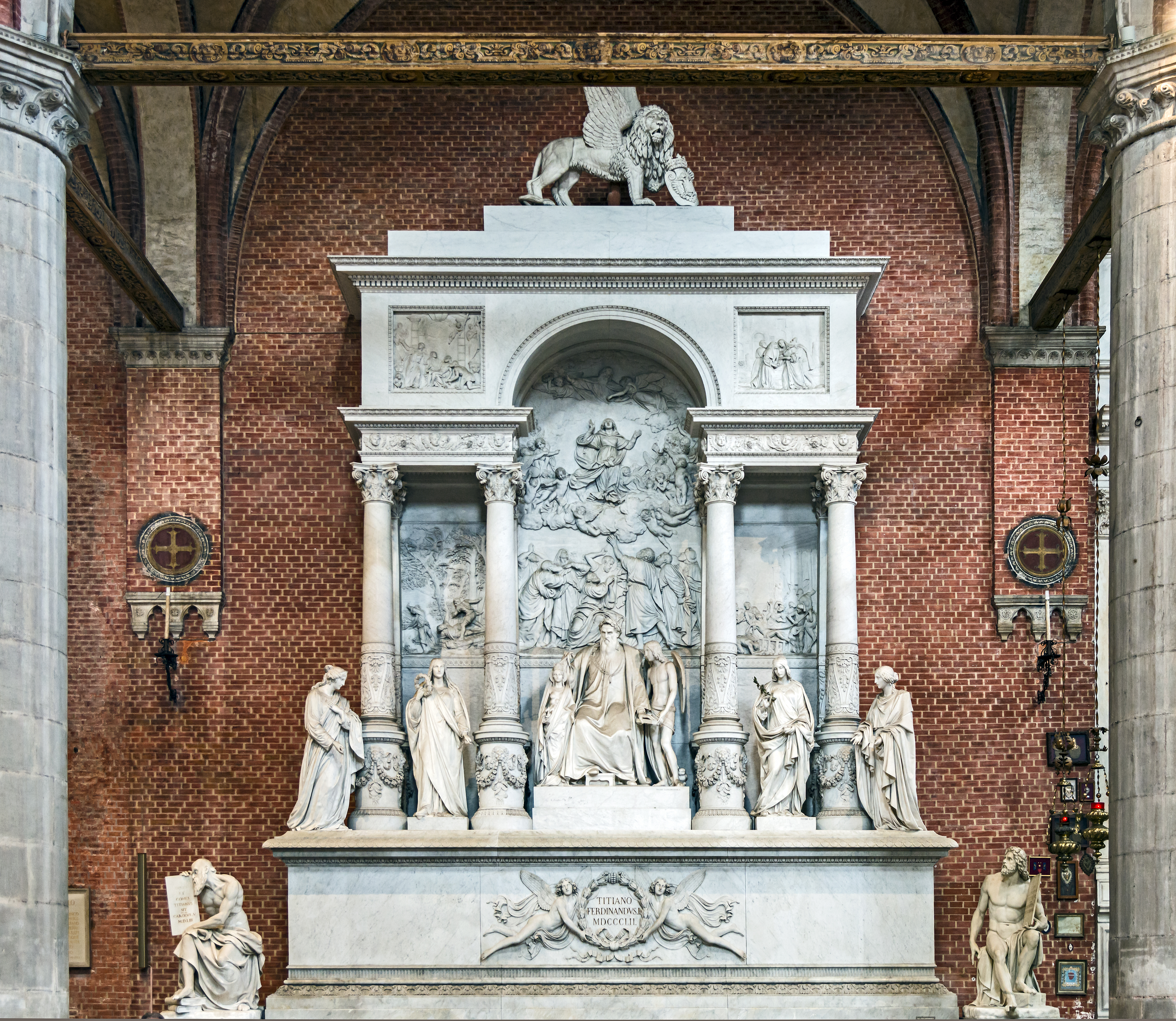
Luigi e Pietro Zandomeneghi, Monumento funebre a Tiziano Vecellio, 1843-1852, Venezia, Basilica di Santa Maria Gloriosa dei Frari

Anche nelle opere meno impegnative dal punto di vista drammatico, come Venere che benda amore o la Sapienza, lo stile è lo stesso, anche se qui giocato sui toni chiari. Ai ritratti (Ritratto di Jacopo Strada) sempre magistrali ma del tutto diversi dai classici, si aggiungono in questo periodo due Autoritratti.
L'artista era ormai teso alla conquista del nuovo mezzo espressivo, fatto di rapide e larghe pennellate, o anche di colore modellato con le dita, con un effetto finale simile al non finito di Michelangelo. Tarquinio e Lucrezia, Ninfa e pastore, San Sebastiano e poi ancora l'Incoronazione di spine: la tortura e la morte dell'innocente si traducono in toni di accorata sofferenza.
Al termine di questo percorso si colloca la Pietà, dipinta per la propria tomba ai Frari e in parte modificata dopo la morte dell'artista da Jacopo Palma il Giovane. Sullo sfondo di un nicchione manierista si trova la Madonna che regge con volto amorevole ed impassibile il Cristo, semisdraiato e sorretto da Nicodemo prostrato. Alla sinistra, in piedi, si trova la Maddalena, vertice di un ideale triangolo. Un piccolo autoritratto orante con il figlio Orazio è posto alla base di una delle colonne che incorniciano il nicchione. I colori sono lividi, scuri, le pennellate sono imprecise, abbozzate, l'atmosfera spettrale e drammatica. La disperazione per l'incombente aura di disfacimento che pervade la tela culmina con l'inquietante braccio proteso ai piedi della Sibilla, estrema richiesta dell'artista prossimo alla morte.
La peste uccise Tiziano il 27 agosto 1576. Un mese prima aveva portato via anche il figlio Orazio. Gli venne risparmiata la fossa comune, ma, dati i tempi, i funerali si svolsero in fretta e furia. Bastarono cinque anni al figlio Pomponio per dilapidare il patrimonio del pittore più ricco della storia.
Tiziano non ha lasciato allievi. Ma la sua lezione e i suoi colori hanno attraversato cinque secoli, perché anche noi potessimo rivivere quell'emozione, «quell'equilibrio di senso e di intellettualismo umanistico, di civiltà e di natura, in cui consiste il fondamento perenne dell'arte di Tiziano».

## Fonti su Tiziano
La sua biografia e il suo itinerario creativo trovano importanti fonti documentarie negli scrittori a lui contemporanei: Pietro Aretino (Epistolario), Ludovico Dolce (Dialogo di pittura), Paolo Pino, Giorgio Vasari (la seconda edizione delle Vite) riportano molteplici dati e spunti critici che lo riguardano, oltre, naturalmente, alle lettere da lui stesso scritte ai vari committenti, in particolare alla corte spagnola. Nel secolo successivo proseguono le note biografiche e gli studi critici (Anonimo del Tizianello, Marco Boschini, Carlo Ridolfi) che costituiscono un notevole «giacimento» di fonti contemporanee che di rado è dato ritrovare.

## Galleria d'immagini

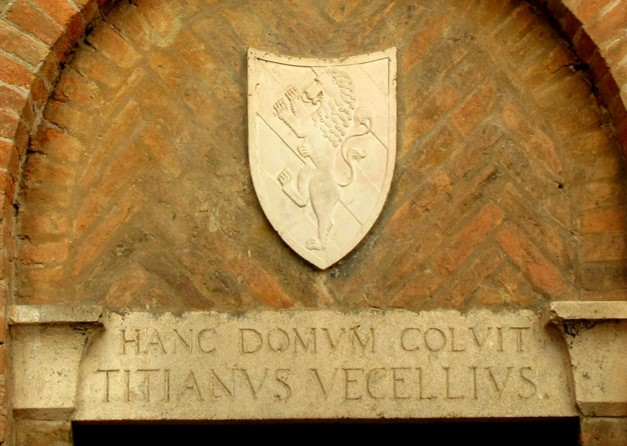
Venezia, Calle del botter, Cannaregio, 5113
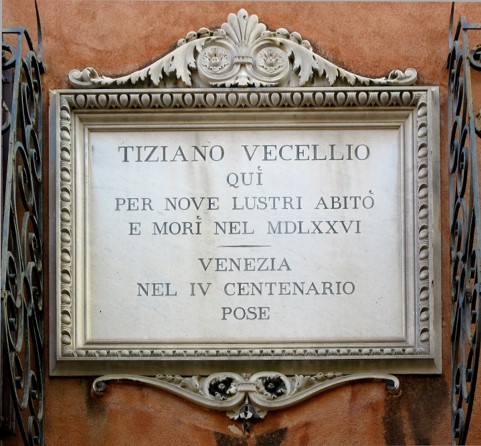
Venezia, casa dove visse e morì, Campo del Tiziano, Cannaregio, 5181
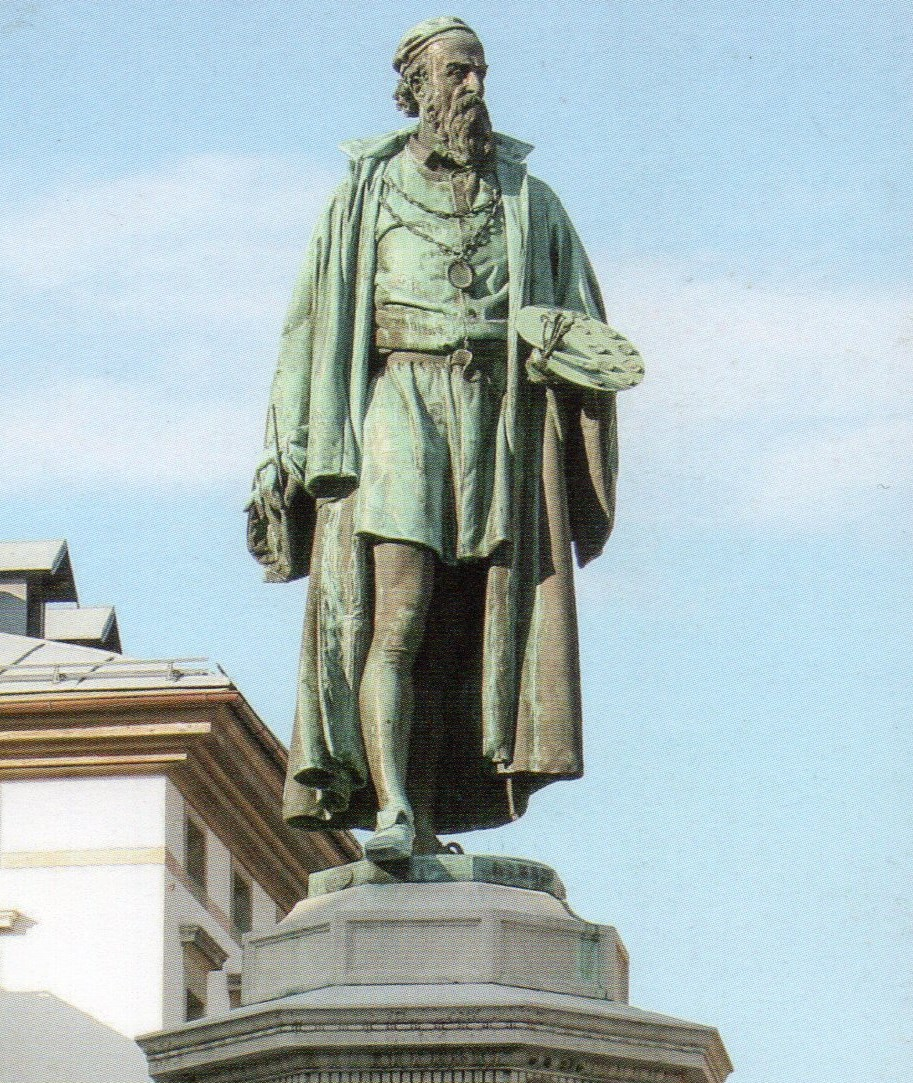
A. Dal Zotto, Monumento a Tiziano, Pieve di Cadore, 1880
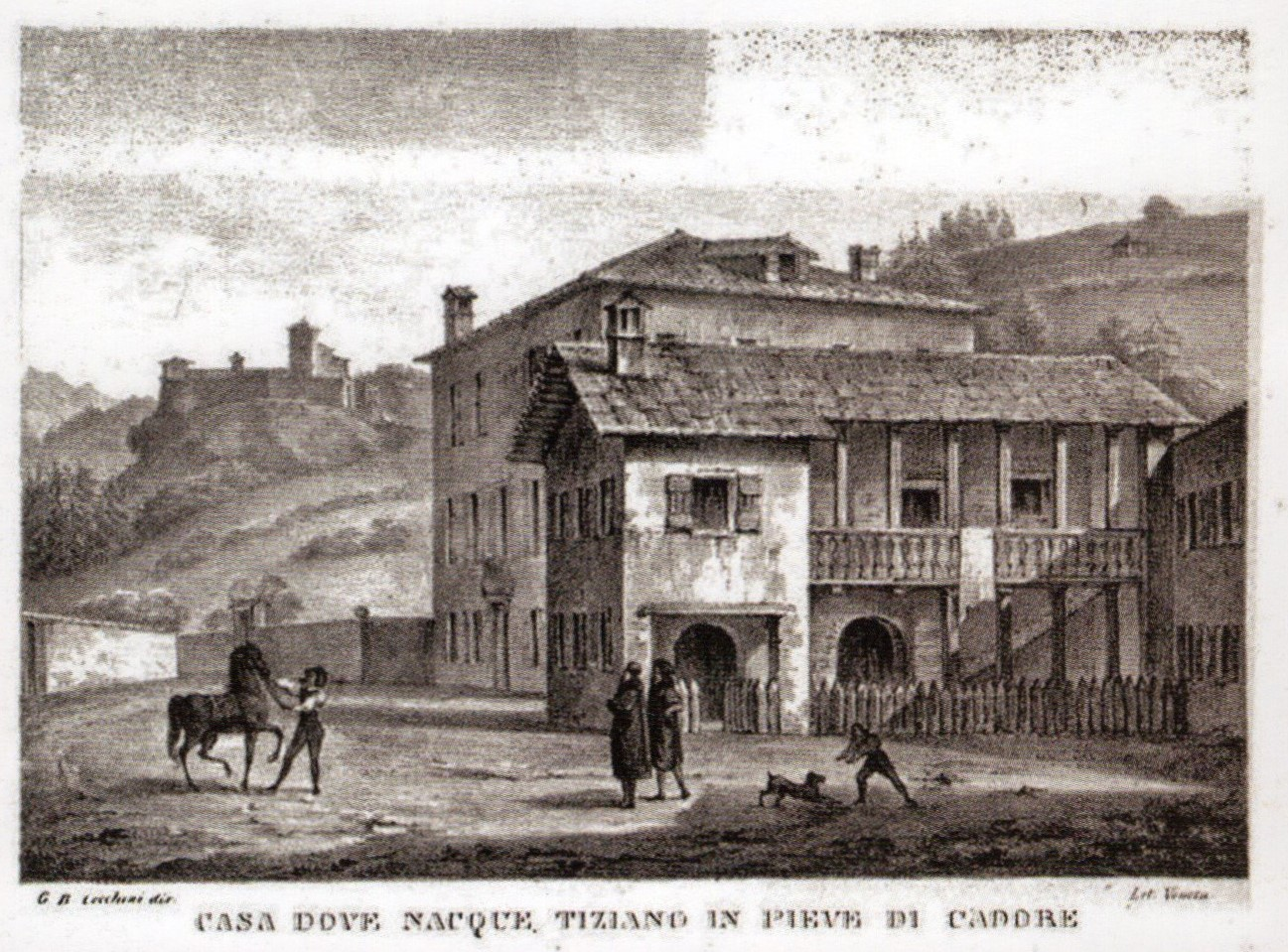
Casa natale di Tiziano a Pieve di Cadore

## Omaggi
- Tiziano è citato nell'Orlando furioso di Ludovico Ariosto:

(Ludovico Ariosto, Orlando furioso, Canto XXXIII)
- A Tiziano è stato dedicato il cratere Tiziano, di 121 km di diametro, sul pianeta Mercurio[153].
- La casa di Tiziano a Pieve di Cadore è citata nella canzone Scalo a Grado di Franco Battiato, nell'album L'arca di Noè (1982).
- Nel 1975, Tiziano venne raffigurato sulla banconota da 20.000 lire italiane.
- documentario - Tiziano di Manuela Burzachechi (2000)
- documentario - Titian di Jake Auerbach (2003)

## Allievi o seguaci
Queste personalità seguirono le orme di Tiziano, ispirandosi alle sue opere:
- Paolo Veronese
- Andrea Schiavone
- Padovanino
- Jacopo Palma il Vecchio
- Romanino
- Scarsellino
- Tintoretto
- Lambert Sustris

### Libri
- Enciclopedia Universale, Milano, Rizzoli Larousse, 1971.
- I grandi musei del mondo, Scala Group, 2004.
- La Storia, De Agostini-UTET, 2004.
- Raccolta di lettere sulla pittura, scultura ed architettura scritte da' più celebri personaggi dei secoli XV, XVI e XVII pubblicata da M. Gio. Bottari e continuata fino ai nostri giorni da Stefano Ticozzi, Volume secondo, Hildesheim, 1976. URL consultato il 19 gennaio 2010 (archiviato dall'url originale il 10 ottobre 2009).
- Storia dell'Arte, PDF pagine non numerate, Einaudi.
- (DE) Bernard Aikema, Tiziano, la maniera e il pubblico, in Mitteilungen des Kunsthistorischen Institutes in Florenz, vol. 39, n. 1, 1995,  pp. 167-184.
- Giulio Carlo Argan, Maestri della pittura italiana, Milano, 1959.
- Francesco Beltrame, L'Assunta di Tiziano Vecellio, quadro nella chiesa parrocchiale di Medole, Venezia, 1852, ISBN non esistente.
- Pietro Bembo, Gli Asolani, Firenze, 1991.
- Gino Benzoni, La chiesa di Venezia tra riforma protestante e riforma cattolica, Venezia, 1990.
- Diane H. Bodart, Tiziano e Federico II. Storia di un rapporto di committenza, Bulzoni, 1998.
- Nino Borsellino, Walter Pedullà (a cura di), Storia generale della letteratura italiana, Milano, Federico Motta, 2004.
- Marco Boschini, Le ricche miniere della pittura veneziana, 1674.
- Francesco Brigoni, Medole attraverso i tempi, Medole, 1978, ISBN non esistente.
- Giuseppe Cadorin, Dello amore ai Veneziani di Tiziano Vecellio, Venezia, Carlo Hopfner, 1833.
- Gian Alberto Dell'Acqua, Tiziano, Milano, 1955.
- (EN) James Dennistoun, Memoirs of the Dukes of Urbino, Londra, 1851.
- Ludovico Dolce, L'Aretino, ovvero dialogo della pittura, Bologna, Forni.
- Francesco Erspamer (a cura di), Pietro Aretino. Lettere, Guanda-Fondazione Bembo, 1998.
- Celso Fabbro, Tiziano. La vita e le opere, Pieve di Cadore, 1968.
- Sylvia Ferino-Pagden, L'ultimo Tiziano e la sensualità della pittura (PDF), Marsilio Editori, 2008, ISBN 9788831794114. URL consultato il 20 gennaio 2010 (archiviato dall'url originale il 19 aprile 2015).
- Marsilio Ficino, Opera omnia, Torino, 1959.
- Gian Carlo Garfagnini, Marsilio Ficino e il ritorno di Platone, Firenze, 1986.
- Augusto Gentili, Da Tiziano a Tiziano. Mito e allegoria nella cultura veneziana del Cinquecento, Roma, Bulzoni, 1996.
- Augusto Gentili, Tiziano, collana Dossier d'art, Firenze, Giunti, 1990.
- Augusto Gentili (a cura di), Tiziano, CD Rom Arte, Giunti Multimedia, 1997.
- Cecilia Gibellini (a cura di), Tiziano, I Classici dell'arte, Milano, Rizzoli, 2003.
- Ernst H. Gombrich, La storia dell'Arte, Roma, Leonardo Arte, 1997.
- Georg Gronau, Documenti artistici urbinati, Firenze, 1936.
- Charles Hope, La produzione pittorica di Tiziano per gli Asburgo, in Venezia e la Spagna, Milano, 1988.
- (EN) Peter Humfrey, Painting in Renaissance Venice, Londra, Yale University Press, 1997.
- (EN) Marianna Duncan Jenkins, The State Portrait. Its Origin and Evolution, New York, 1947.
- (DE)  Marion Kaminski, Tiziano, Könemann, Colonia 2000. ISBN 3-8290-4553-0.
- (EN) Ruth Wedgwood Kennedy, Novelty and Tradition in Titian's Art, Northampton, 1963.
- Paul Oskar Kristeller, Il pensiero filosofico di Marsilio Ficino, Firenze, 1953.
- Leone Ebreo (Giuda Abarbanel), Dialoghi d'amore, Bari, 1929.
- Matteo Mancini, Tiziano e le corti d'Asburgo nei documenti degli archivi spagnoli, Venezia, Ist. Veneto di Scienze, 1998.
- Francesca Marini (a cura di), Tintoretto, I Classici dell'arte, Milano, Rizzoli, 2004.
- Marta Mazza (a cura di), Lungo le vie di Tiziano. I luoghi e le opere di Tiziano, Francesco, Orazio e Marco Vecellio tra Vittorio Veneto e il Cadore, Skira, 2007.
- Marcantonio Michiel, Notizia d'opere di disegno 1521-1543, Bologna, 1884.
- (EN) John Onians, Serlio's Venice: Sansovino, Aretino, Titian, and Vasari, in Bearers of Meaning. The Classical Orders in Antiquity, the Middle Ages, and the Renaissance, Cambridge, Princeton University Press, 1989.
- (EN) Erwin Panofsky, Problems in Titian, mostly iconographic, New York, 1969.
- Antonio Paolucci, Tiziano ritrattista, in Tiziano, Venezia-Washington, catalogo della mostra, Venezia, Marsilio, 1990.
- Paolo Pino, Dialogo di pittura, 1548.
- Lionello Puppi (a cura di), Tiziano. L'ultimo atto, Milano, Skira, 2007, ISBN 978-88-6130-497-0.
- Marin Sanudo, Diari, 1533.
- Giovanni Sassu (a cura di), Giorgione, I Classici dell'arte, Milano, Rizzoli, 2004.
- Francesco Tateo, Il platonismo e la crisi dell'Umanesimo, in Letteratura italiana. Storia e testi, Roma/Bari, 1976,  pp. 374-426.
- Francesco Valcanover, L'opera completa di Tiziano, Milano, Rizzoli, 1969.
- Giorgio Vasari, Le vite de' più eccellenti pittori, scultori e architettori, Newton Compton Editori, 1997  [1568].
- Giorgio Vasari, Vita di Tiziano, a cura di G. Milanesi, Studio Tesi, 1994.
- Adolfo Venturi, Storia dell'arte italiana, Milano, 1928.
- (EN) Edgar Wind, Bellini's Feast of the Gods. A Study in Venetian Humanism, Cambridge, 1948.
- Anton Maria Zanetti, Varie pitture a fresco de' principali maestri veneziani, Venezia, 1760.
- Alvise Zorzi, La vita quotidiana a Venezia nel secolo di Tiziano, Rizzoli, 1990.
- Stefano Zuffi, Tiziano, Milano, Mondadori Arte, 2008, ISBN 978-88-370-6436-5.

### Pubblicazioni
- Jaynie Anderson, Giorgione, Titian and the Sleeping Venus, in Tiziano e Venezia: convegno internazionale di studi, 1976,  pp. 337-342.
- Alessandro Ballarin, Una nuova prospettiva su Giorgione: la ritrattistica degli anni Cinquecento-1503, in Giorgione: atti del convegno, 1979,  pp. 227-252.
- Diane H. Bodard, Tiziano, Federico Gonzaga e l'affare delle terre del Trevigiano, in Quaderni di Palazzo Te, n. 2, 1995,  pp. 27-33.
- (FR) Annie Cloulas, Documents concernant Titien conservés aux Archives de Simancas, in Mélanges de la Casa de Velázquez, vol. 3, n. 3, 1967,  pp. 197-288.
- Nicholas De Marco, Titian's Pietà: The Living Stone, in Venezia Cinquecento, II, n. 4, luglio-dicembre 1992,  pp. 55-92.
- Elenco dei dipinti di Tiziano, su Fondazione Centro Studi Tiziano e Cadore. URL consultato il 26 gennaio 2010 (archiviato dall'url originale il 14 giugno 2007).
- Augusto Gentili, Titiano e il non finito, in Venezia Cinquecento, II, n. 4, luglio-dicembre 1992,  pp. 93-127.
- Augusto Gentili, Tiziano e Aretino tra politica e religione, in Pietro Aretino nel Cinquecentenario della nascita (atti del congresso di Roma-Viterbo-Arezzo, Toronto, Los Angeles, 1992), vol. 1, 1995,  pp. 275-296.
- Augusto Gentili, La pittura religiosa dell'ultimo Tiziano (DOC), su Fondazione Centro Studi Tiziano e Cadore. URL consultato il 26 gennaio 2010 (archiviato dall'url originale l'8 maggio 2006).
- (EN) Charles Hope, The 'Camerini d'Alabastro' of Alfonso d'Este I, in The Burlington Magazine CXIII, n. 820, 1971,  pp. 641-650.
- Charles Hope, The Early Biographies of Titian, in Titian 500, Studies in the History of Art, n. 45, 1993,  pp. 167-197.
- Peter Meller, Il lessico ritrattistico di Tiziano, in Tiziano e Venezia: convegno internazionale di studi, 1976,  pp. 325-335.
- (EN) Sergio Morosini Rossetti, New findings in Titian's Fresco technique at the Scuola del Santo in Padua, Volume LXXXI Number 1, New York, The Art Bulletin, 1999.
- Arturo Carlo Quintavalle, Quando Tiziano volto' le spalle alla luce di Giorgione, in Corriere della Sera, 15 marzo 1993,  p. 19 (archiviato dall'url originale il 12 aprile 2009).